# Gorno
Gorno [ˈɡorno] (Góren [ˈɡoɾɛn] in dialetto bergamasco) è un comune italiano di 1 462 abitanti della provincia di Bergamo in Lombardia. Si trova nella val del Riso, laterale della val Seriana.

## Geografia fisica

### Territorio

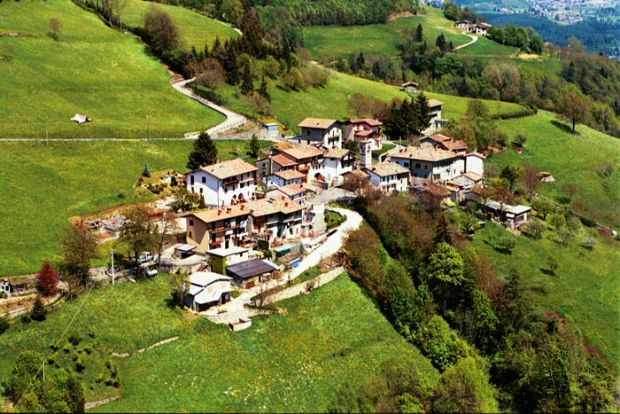
Visione aerea della contrada di San Giovanni

Il comune è situato nella parte inferiore della Val del Riso, valle che parte a est del Colle di Zambla e scende aprendosi verso ovest, sfociando nella più ampia Val Seriana. Il territorio disegna un profilo geometrico irregolare, con variazioni altimetriche molto accentuate. L'altitudine del territorio comunale è compresa fra una quota minima di 475 m s.l.m. in località Centrale (all'imbocco del paese) e una quota massima di 1775 m s.l.m. in località Preda Balaranda, con un dislivello di 1300 m caratterizzato nella fascia alta da un'apertura panoramica molto ampia e suggestiva offerta dai rilievi orobici circostanti.
Il comune di Gorno si estende per 9,87 km² e confina con i comuni di Ponte Nossa, Premolo, Oneta, Casnigo e Colzate.
Stando alla classificazione sismica della protezione civile è in zona 4, ovvero soggetto a sismicità molto bassa.

### Geologia

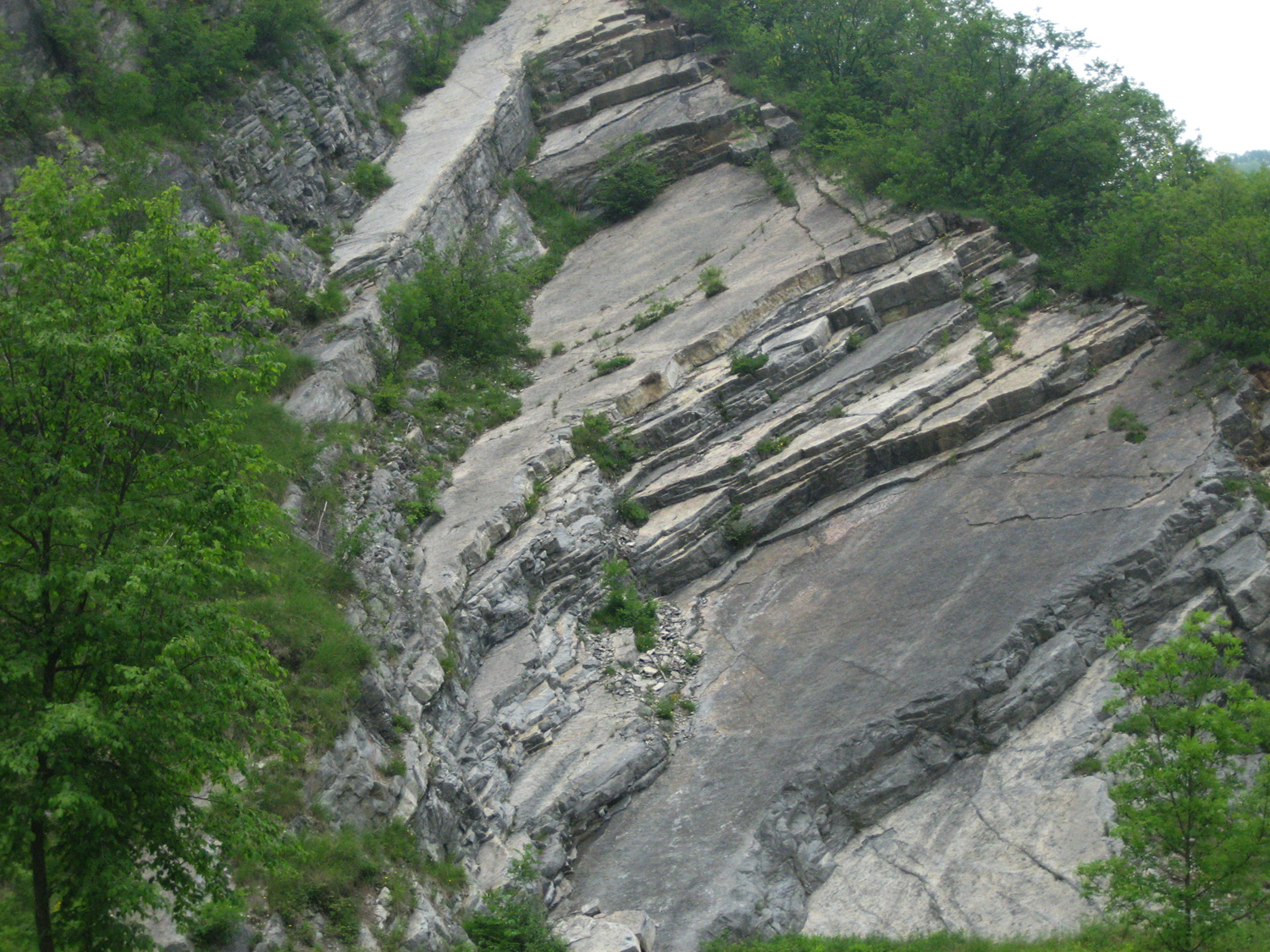
Stratificazione rocciosa nell'ex cava "Negus", nella Valle dell'Orso, sul confine tra i comuni di Gorno e Oneta

Il territorio comunale fa parte della Formazione di Gorno, conformazione geologica affiorante in Lombardia centro-occidentale in corrispondenza della fascia prealpina orobica, che si è formato tra i 230 a 181 milioni di anni fa, nell'era Mesozoica nel periodo Triassico superiore e medio, precisamente nelle epoche del Ladinico o Esino, Carnico o Raibliano. Tra queste formazioni si trova il calcare metallifero bergamasco, così chiamato per la presenza di vari minerali, come la blenda la calamina, la galena e altri minerali in percentuali inferiori.
Questi strati metalliferi, secondo le ultime teorie geologiche, si sarebbero formati in fondo al mare a seguito di fenomeni vulcanici che avrebbero fatto affluire nelle acque la lava e i solfuri di piombo e zinco che poi si depositarono con il calcare. Successivamente, quando gli strati erano già solidificati, i movimenti della crosta sollevarono il fondo marino formando le montagne che circondano il paese, come il Monte Grem, Grina, Belloro e Golla, oggi ricche di minerali, che affiorano anche grazie all'erosione secolare.
Le rocce del Carnico o Raibliano, ricche di resti fossili, sono particolarmente interessanti ed estese nel territorio comunale. Le caratteristiche della Formazione di Gorno indicano un ambiente marino poco profondo, protetto, con fondali fangosi e abbondanti apporti terrigeni fini. I fossili di Gorno son pari a quelli di Dossena e di Esine. I ritrovamenti più frequenti sono di piccole conchiglie della famiglia dei bivalvi, soprattutto la Myophoria kefersteini (Münster) e Curionia curionii (Hauer), ma si possono trovare anche piccole ammoniti.

### Idrografia
Nel territorio comunale passa il torrente Riso, torrente che nasce da una cavità naturale alle pendici del monte Grem, posta a nord-est della frazione Cantoni in comune di Oneta, e prosegue per 9,6 km per tutta la Val del Riso, prima di sfociare nel fiume Serio, principale arteria idrica della Val Seriana. Il torrente Riso passa nella parte bassa del comune di Gorno, precisamente nelle contrade di Riso, Fondo Ripa e infine in quella del Santissimo Crocifisso.
All'interno del territorio comunale vi sono inoltre altri numerosi piccoli torrenti, alcuni perenni mentre altri sorgivi con forti precipitazioni meteorologiche, che a loro volta sfociano nel torrente Riso.
Nella parte alta del territorio comunale, dove vi sono gli alpeggi per il pascolo, sono inoltre presenti alcune piccoli laghetti e pozze perenni, che servono tuttora per l'abbeveraggio del bestiame. Alcune di queste sono state recentemente ristrutturate per un miglior assetto del paesaggio e del territorio.

### Clima
Data la posizione orografica e altimetrica del paese, posto sul versante sinistro della Val del Riso e con un dislivello territoriale di 1300 m, c'è una diversità climatica nelle varie contrade. Le precipitazioni si concentrano soprattutto nei periodi marzo - maggio e settembre – ottobre per quanto riguarda la pioggia, mentre durante il periodo invernale la neve cade saltuariamente.

## Origini del nome
Non si ha una certa e comprovata teoria sulla nascita del nome Gorno, negli anni diverse sono stati gli studi che hanno portato ad ipotesi più o meno fondate.
Legate alla storia dei romani sono le versioni del Verdina, che lo farebbe risalire al nome personale romano Gornus mentre altri lo legano al lavoro delle miniere e dal nome etrusco Goreno (tutt'oggi in dialetto si dice ancora Goren).
Secondo le teorie che si possono leggere negli scritti di Don Ceruti del 1858 deriverebbe da una parola ebraica che significa aia, in quanto in antichità erano presenti molte aie per battere il frumento raccolto.
Il professor Stefano Dotti lo farebbe invece risalire alle popolazioni asiatiche, come gli Illiri e i Tauri che sarebbero migrate in antichità nelle nostre valli alla ricerca di giacimenti minerari. Nelle regioni da dove anticamente partirono sono presenti molti paesi con il nome simile a Gorno, in particolare Gorno-Altajsk e Gorno Badahsan, quest'ultimo provincia autonoma del Tagikistan.
Inoltre questa teoria sarebbe supportata dal fatto che il nome in serbo, croato e bulgaro (i cui popoli discendono dalle citate popolazioni) potrebbe significare superiore, di sopra, più alto, soprastante  mentre in croato Göra significa monte, portando al significato di sopra il monte, teoria ulteriormente avvalorata dal fatto che il primo capoluogo del paese, la contrada di San Giovanni, si trova sopra il monte Göra.

## Storia

### Dai popoli primitivi all'alto medioevo
Non si hanno notizie certe e specifiche riguardo ai primissimi insediamenti nel territorio di Gorno, ma si possono ricostruire grazie alla storia generale dei comuni limitrofi e della Val Seriana.
Secondo studi storico archeologici i primi insediamenti nelle nostre valli si ebbero in età neo-eneolitica, quindi circa 3000 anni fa, da gruppi transalpini tra cui gli Umbro-Sabelli, Reto-Ladini, i Tauri, gli Illiri, che comprendevano anche il ceppo degli Orobi.
A testimonianza di queste ipotesi vi sono diversi ritrovamenti archeologici nei paesi limitrofi a Gorno, da segnalare a Premolo il ritrovamento di resti di un villaggio pastorizio in località Belloro e il celebre ritrovamento nel 1963 di una tomba con reperti ossei, selci lavorate e cocci nel Canale d'Andruna, mentre nel comune di Parre importante fu il ritrovamento di più di una tonnellata di manufatti bronzei all'interno di un ripostiglio di un fabbro risalente al V secolo a.C..
Ultimamente sono stati rinvenuti in loco resti di terrecotte figurate risalenti all'Età del Bronzo, reperti che sono allo studio dell'Intendenza archeologica della Lombardia. Perciò, data la presenza di minerali ed i ritrovamenti nei vicini paesi, già accertati e certificati, può essere avvalorata l'ipotesi che anche il territorio del paese di Gorno fosse area di insediamenti primitivi.
Successivamente tutti i territori di Bergamo e delle sue valli vennero invase dai Galli-Cenomani, per poi finire sotto il dominio dei romani nel 250 a.C..
All'arrivo dei romani le estrazioni minerarie erano comunque sicuramente già avviate, che ne diedero un ulteriore sviluppo collegando i vari giacimenti d'estrazione. In particolare i terreni di Gorno erano quelli con le migliori miniere di calamina, fondamentale in antichità per la produzione di bronzo. A comprovare la presenza dei romani sono stati alcuni ritrovamenti in zona di monete romane, una delle quali con l'effigie di Sulpicio Galba, imperatore dell'Impero Romano successore di Nerone che regnò per sette mesi, dal 9 giugno 68 al 15 gennaio 69.
Secondo alcuni studiosi l'arrivo del cristianesimo coincise con l'arrivo dei romani, che qui mandavano i damnatio ad metalla, una sorta di schiavitù che i romani infliggevano per i lavori più duri nelle miniere ai criminali ma anche ai cristiani.
Con la caduta dell'Impero Romano nel 476 d.C. i terreni di Gorno finirono sotto il dominio e l'influenza Longobarda fino a quando, nel 774 d.C. la scesa di Carlo Magno e il suo nuovo dominio vennero ceduti, insieme ai terreni della Valle Seriana, alla Canonica di Tours di Francia. Ciò spiegherebbe anche il fatto che la parrocchia di Gorno e da sempre dedicata a San Martino Vescovo.
La dominazione della canonica francese terminò con un ulteriore scambio territoriale testimoniato da una pergamena del 1037, e testimoniata anche dagli scritti del 1676 del Calvi in cui si può leggere che cedette
In particolare da segnalare che la Val Seriana, e di conseguenza anche Gorno, era sotto il forte potere amministrativo del Vescovo di Bergamo, soprattutto per la riscossione delle imposte.

### Dal medioevo al XIV secolo
La leggenda narra che un drappello di Ghibellini, durante i vari contenziosi tra le due fazioni, prese in assedio la roccaforte dei Guelfi (oggi casa Torre Gibellini). I Guelfi rimasero assediati al loro interno per alcune settimane, ma quando i viveri incominciarono a scarseggiare il loro comandante decise di radunare tutti gli oggetti d'oro e le monete e di seppellirli nel cortile della casa. Quindi, dopo una disperata sortita, riuscì a rompere la cerchia e a fuggire. I Ghibellini, entrando in possesso della roccaforte e catturato un prigioniero, vennero a conoscenza del tesoro e incominciarono le ricerche che però non ebbero nessun esito positivo, e la leggenda vuole appunto che il tesoro si trovi ancora seppellito in attesa di essere scoperto. Ad oggi in paese riferendosi ad una persona particolarmente astuta e furba si usa dire "l'è ü Guelfo".
Le prime testimonianze scritte dell'esistenza del comune di Gorno fanno fede a documenti che trattano lo scambio e la cessione di alcuni territori. La prima notizia la si ha con un documento di contraccambio dell'11 giugno del 1171, dove si può leggere la cessione di alcuni terreni da parte del vescovo di Bergamo Guala ad alcuni uomini di Gorno, Premolo e Parre, in cambio di altri terreni riferiti ai paesi di Urgnano e Cologno, documento che secondo gli studiosi segna anche la nascita ufficiale del comune. Nel 1179 si segnala la cessione, sempre da parte del Vescovo Guala, dei beni stabili del territorio, escluse le miniere d'argento e il bosco Campilii (forse l'attuale contrada Campello?).
Un altro atto, datato 10 maggio 1249 fa riferimento alla transazione di alcuni terreni tra il comune di Premolo e quello di Gorno. È ormai quindi certa l'esistenza del paese o se non di un paese ben definito di alcuni nuclei abitati che si riconoscono sotto uno stesso statuto e Consoli, diventando un vero e proprio comune emancipato da ogni signoria feudale dell'epoca, dove si riconoscono ufficialmente le prime vici o contrade di Jardeno (Erdeno), Villaxio (Villassio), Cornibus (Sant'Antonio) e Puteo (San Giovanni) che negli statuti comunali sono chiaramente individuate nella loro estensione territoriale.
In questo periodo all'interno del territorio comunale si migliora l'edilizia, la viabilità, acciottolando i sentieri di montagna, si incrementò il commercio con lo sfruttamento delle acque del torrente Riso con la costruzione di mulini (se ne contano tre) e si disboscarono ampie zone boschive per la formazione di prati utilizzati per il pascolo del bestiame, per lungo tempo una delle principali risorse economiche del paese e attraverso una nota dell'archivio parrocchiale datata 7 ottobre del 1344 che cita:
si ha testimonianza del culto cristiano ormai attivo all'interno della popolazione, presieduto da un presbiter (un sacerdote) e dedicato a san Martino.
Il nome del paese di Gorno viene successivamente citato in documenti datati verso la fine del Trecento.
In un documento del 1375, riguardo l'abate di Leno Andrea di Taconia di Praga si può leggere
mentre note più precise riguardo al territorio e alla sua estensione le si ritrovano in un documento che venne stilato tra il 1392 e il 1395. All'epoca venne infatti ordinato, da Gian Galeazzo Visconti di eliminare le cause di liti e di stabilire un preciso quadro di riferimenti dei confini.
Il 9 novembre del 1392 il Comune de Gorne, rappresentato dai consoli Pietro detto cesta fu Filippo Ambra e Stefano fu Adamo Guarinoni, definì i confini, con atto rogato dai notai Giovanni di Pagano Dordoni da Gorno e Zambono della Costa. Si ha nota quindi che i paesi limitrofi dell'epoca erano Premolo, Serina, Castigo, Colzate, Vertova ed Oneta, ma che non coincidevano totalmente con quelli attuali del paese, soprattutto nei confini occidentali con il paese di Oneta.
Nel frattempo a livello nazionale nascono le prime lotte tra i Guelfi, alleati del Papa, e i Ghibellini, alleati del l'imperatore di Germania. Anche all'interno delle nostre valli nascono queste fazioni avverse, ma più localmente legate alle dispute tra i signorotti che si contendevano il diritto di dominio sui comuni. A tal proposito si ha una nota in latino di Castello Castelli (1378-1407) datata 8 luglio 1393 in cui si legge
In contrada Peroli, secondo antiche tradizioni, alcune abitazioni sarebbero state create partendo da un'antica fortezza dei Ghibellini, ipotesi ulteriormente surrogata dal fatto che secondo alcuni studiosi le miniere della zona erano sotto il commercio dei Pisani, notoriamente Ghibellini, e che da loro deriverebbe anche il cognome Gibellini, famiglia di questa contrada.
Le lotte si protrassero fino al 1427 quando una delegazione di abitanti si recò a Venezia affinché il paese passasse sotto la dominazione della Serenissima e potesse così porre termine agli scontri.

### Dominio della Serenissima

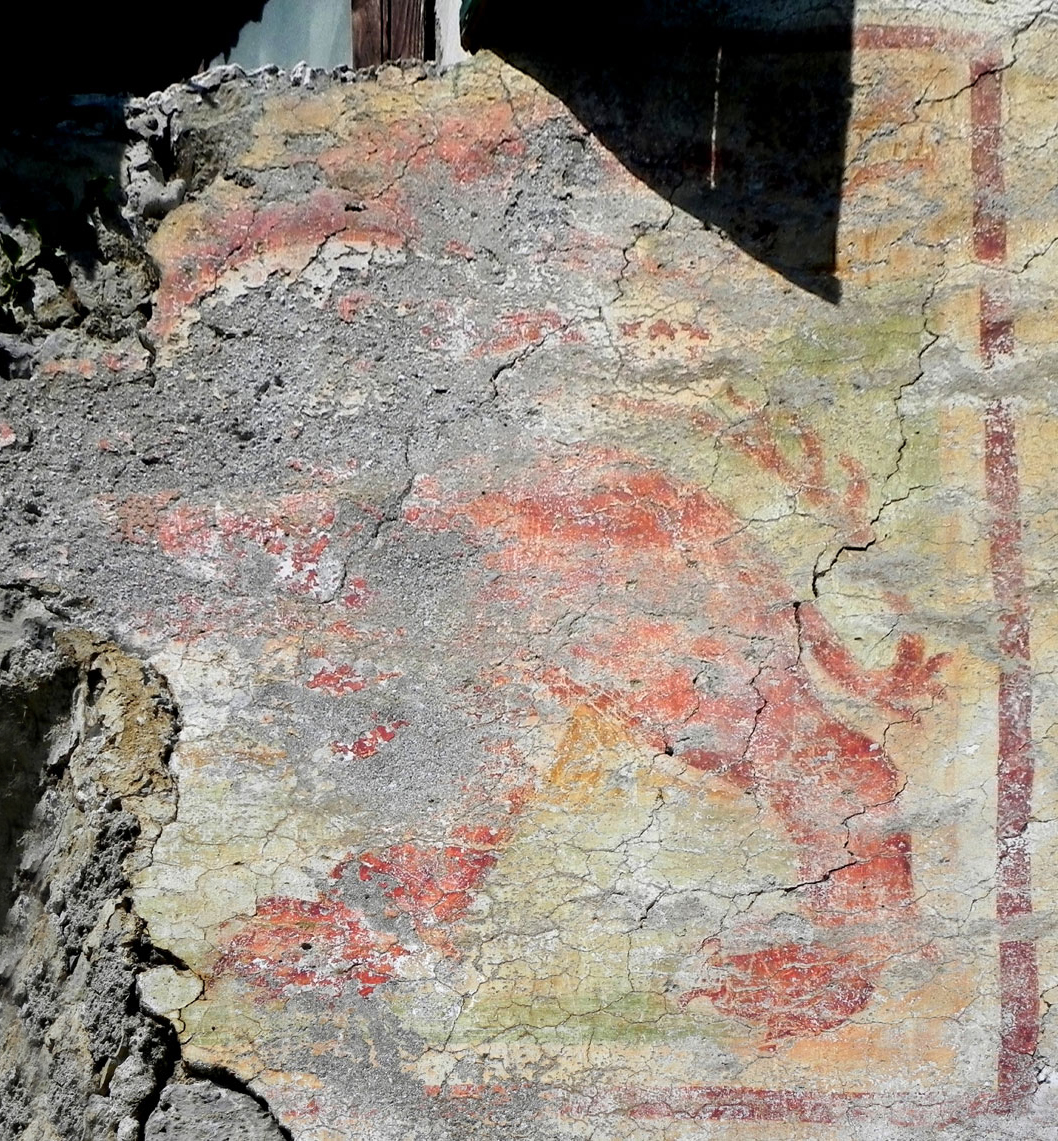
Ciò che resta del Leone di San Marco, affresco del XVI sec. in contrada Cavagnoli

Agli inizi del XV secolo i comuni della valle Seriana Superiore, stanchi di essere usati e considerati dai signori della città solo come terreno di sfruttamento economico e stanchi delle contese tra le famiglie si recarono nell'anno 1427, con delega ad un gruppo di rappresentanti delle comunità (e quindi anche di Gorno) dinanzi al Senato Veneto in richiesta di sudditanza. Dopo un'attenta valutazione politico economica Venezia deliberò a favore della domanda di sudditanza il 2 ottobre del 1427.
Con questo cambiamento politico si ristabilì un momento di pace nei terreni della valle, terminarono le lotte tra Guelfi e Ghibellini e si svilupparono fortemente i commerci. All'epoca la Valle Seriana Superiore era governata da un nobile patrizio di origine veneta che risiedeva a Clusone ed era aiutato nella sua amministrazione politico giuridica dai consoli dei vari comuni.
Gorno, nel XVI secolo (ma con tutta probabilità anche nel XV secolo) era amministrato da tre consoli, che venivano eletti il 1º gennaio e il 29 giugno di ogni anno e risiedevano rispettivamente nelle contrade di Villassio, Corni (Sant'Antonio) ed Erdeno. Nonostante le persone elette a titolo di console fossero tre, due sole amministravano a pieno titolo: il console della contrada di erdeno infatti era solo vice per i primi sei mesi e non riceveva lo stesso salario che veniva elargito agli altri due in carica.
I consoli poi non potevano essere rieletti con la stessa carica per i successivi due anni, ne potevano contemporaneamente rivestire la carica di notaio o di tesoriere, carica che non poteva essere attribuita contemporaneamente a membri della propria famiglia.

I consoli erano tenuti a giurare davanti ai precedenti consoli, promettendo diligenza, giustizia e legalità negli interessi del comune, della valle e della repubblica.
A loro volta i consoli eletti eleggevano sei persone per stimare i danni dati, tre presidenti del consorzio della Misericordia, e tre massari per la chiesa di San Martino.
Allo stesso tempo venivano elette anche altre figure amministrative importanti, come tesoriere, che aveva sostanzialmente il compito di riscuotere i crediti del comune e della Misericordia e pagare i debiti degli stessi, il notaio (o scrivano), che aveva il compito di registrare negli appositi libri pubblici ogni ordine del comune, ogni rendiconto, credito, debito, accuse, stime, condanne e relazioni comunicategli dai vari ufficiali in carica, i vari ragionieri e sopra-ragionieri, che avevano l'incarico di preparare i rendiconti generali e di definire qualsiasi controversia che potesse sorgere tra il comune ei vicini a causa degli stessi rendiconti, gli stimatori dei danni, i campari, i canlcatori e vari altri ufficiali.

Intorno al 1520 si hanno i primi documenti scritti in italiano volgare.
L'apertura ai commerci e la nuova gestione amministrativa portarono all'aumento della popolazione e delle sue contrade. Una descrizione abbastanza dettagliata del paese la si può avere in un importante documento redatto dal capitano di Bergamo Giovanni da Lezze, datata 1596 in cui il paese viene così descritto

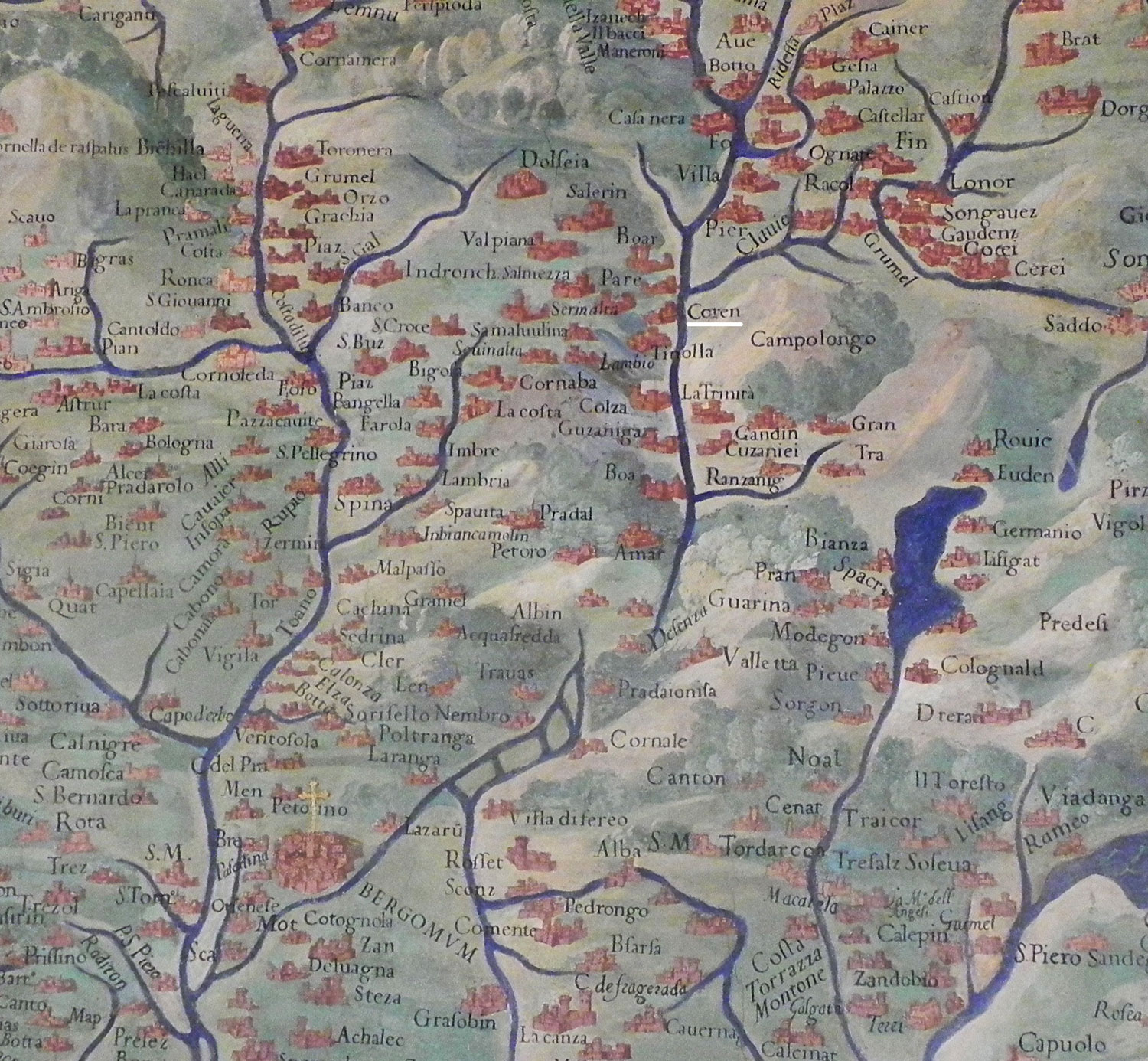
Dettaglio della mappaTRANSPADANA VENETORUM DITI dipinta nel 1580 circa all'interno la Galleria delle carte geografiche dei Musei Vaticani - Il dettaglio mostra la città di Bergamo (BERGOMVM in basso a sinistra, indicato anche da un croce gialla) e le Valli Brembana e Seriana. Gorno, qui citato come COREN, è in alto ed è sottolineato da una linea bianca

Da questo documento si può stabilire che Gorno è una comunità attiva, che si amplia nei suoi territori con l'inglobamento delle contrade di Barbata e Bondo che appartenevano precedentemente al comune di Oneta e contribuisce al commercio delle stoffe e delle coperte dell'epoca pur mantenendo una forte attività economica dalla pastorizia di capre e pecore. I privilegi che venivano elargiti dal Senato di Venezia venivano contraccambiati con l'invio di denaro e, quando necessario, come nel caso delle invasioni dei Turchi, con l'invio di soldati.
Con l'apertura di confini extra lombardi alcuni abitanti del paese si trasferirono a Venezia a far fortuna con il commercio lasciando poi cospicue eredità al paese d'origine. Celebre fu quello di un certo Gibellini lasciato alla chiesa in contrada Peroli.

C'è da ricordare, infatti, che sotto il dominio della Serenissima aumenta anche la devozione cattolica verso la parrocchia e verso altri santi, visto che ogni contrada si mobilità per avere una propria chiesa o cappella per il culto. Se già esistente era la chiesa che ora è dedicata al culto di San Giovanni nelle medesima contrada, in contrada Villassio, nel 1478, si erge la prima grande chiesa parrocchiale (che poi verrà demolita nel 1767) dedicata a San Martino di Tours e nei primi anni del Cinquecento la chiesa della Madonna delle Grazie, annessa all'ex convento delle monache Agostiniane-Mantellate.

Nel 1634 viene eretta la chiesa in contrada Peroli, prima dedicata a Santa Maria della Neve ma poi dedicata al culto di san Mauro, così come dello stesso periodo dovrebbe risalire l'edificazione della chiesa di Sant' Antonio nella medesima contrada e la chiesa della Trinità in località Grumello.
Contemporaneamente viene anche ampliata l'estrazione di minerale a introito comunale, in un ducale del 1482 si legge che
Queste estrazioni continuarono poi fino alla fine del XVII secolo, estraendo, come riporta il Calvi nel 1677 zelamina, argento, piombo e christallo fino all'esaurimento delle vene superficiali, le sole sfruttabili con i mezzi di allora.
Verso gli inizi del Cinquecento, la Valle Seriana, la Val del Riso e quindi anche Gorno vennero visitati da Leonardo da Vinci, che su preciso ordine di Carlo II d'Amboise si recò in zona per compilare la carta topografica delle valli. In una delle mappature tracciate dal genio rinascimentale, oggi conservata nelle collezioni dei reali della biblioteca reale di Windsor, vengono segnate Gorno, Oneta, Oltre il Colle e Dossena.
Il dominio della repubblica Veneta durò fino al 13 marzo del 1797 quando l'ultimo rettore della Serenissima, Alessandro Ottolini, venne scacciato da Bergamo. Unica testimonianza pittorico artistica di questo dominio all'interno del territorio comunale è un affresco degli inizi del XVI secolo che raffigura il Leone di San Marco dipinto esternamente ad una delle case più antiche (probabilmente una casa torre) in contrada Cavagnoli. Anche se ormai consunto e deteriorato dal tempo se ne riconoscono ancora le zampe posteriori, la coda e parte delle ali.

#### La peste del 1630
Anche a Gorno, come tutta la Lombardia, arrivò la terribile epidemia della peste del 1630.
Ancora presente nei ricordi delle generazioni la precedente epidemia di peste, datata 1528, quella del 1630 fu ulteriormente terribile perché a peggiorare la situazione fu anche un'estrema povertà dovuta agli scarsi raccolti di cereali nei due anni precedenti all'epidemia, nel 1628 e 1629.
A Bergamo il primo caso di peste venne segnalato nell'aprile del 1630 e ben presto si diffuse rapidamente in tutta la provincia, nonostante le numerose precauzioni prese.
Anche Gorno prende le proprie precauzioni, il libro dei consigli comunali è pieno di ordini per mantenere minimo il rischio di contagio all'interno della sua popolazione. Era assolutamente vietato entrare in paese senza avere le “fedi di sanità”, una specie di certificato medico che comprendeva le descrizione di tutti i dati somatici della persona e dichiarava che non era affetta dal morbo della peste, ad ogni ingresso erano stati inoltre eletti uomini di guardia per controllare gli ingressi, arrivando anche a costruire vere frontiere con recinzioni e cancelli e vengono messi sotto controllo anche i mulini in contrada Riso, che venivano utilizzati anche dalle persone delle contrade di Barbata e Bondo, Chignolo e Ortello (queste ultime due del comune di Oneta).
Nonostante tutte le precauzioni prese, la peste arrivò anche a Gorno, probabilmente dai pastori che andavano più a valle a far pascolare i greggi, tornando poi contagiati.
La peste arrivò in Val Seriana il 29 luglio del 1630 e presumibilmente arrivò subito anche a Gorno, visto che i mesi peggiori furono agosto, settembre e ottobre.

L'epidemia di peste terminò nei primi mesi del 1631, grazie anche alla quarantena in luoghi isolati delle persone contagiate al di fuori del comune.
A Gorno morirono 122 persone, di cui 50 maschi e 72 femmine.

### Dal dominio napoleonico al XIX secolo

Gorno in una cartolina dei primi del Novecento
A destra si noti la "vecchia" chiesa parrocchiale, inaugurata nel 1776 e successivamente demolita nel 1930

II 13 marzo 1797 scoppiava la rivoluzione a Bergamo e l'ultimo Rettore della Serenissima, Alessandro Ottolini, veniva cacciato proclamando così la nuova Repubblica Bergamasca. Essa però duro pochi mesi, fino al giugno del medesimo anno, ma sufficiente proclamare un decreto il 23 marzo 1797 per obbligare tutti i paesi, quindi anche Gorno, a dare tutta l'argenteria del valore, dietro promessa mai mantenuta, di restituzione. Al breve dominio della Repubblica Bergamasca subentra il dominio francese, con passando negli anni a diverse denominazioni: Repubblica Cispadana, Repubblica Cisalpina, Regno d'Italia. Gorno, particolarmente attaccato alla Repubblica Veneta come in generale tutti i paesi della nostra Valle, più che intravedere nuove possibilità di sviluppo, vide minata la sua autonomia tanto che gente del paese si prestò all'insurrezione generale della Valle Seriana contro i repubblicani rivoluzionari per ricondurli sotto il dominio della Serenissima. Ma l'insurrezione andò male e tutta la Valle dovette sottomettersi, consegnando le armi e pagando una gravissima multa.

Il nuovo governo francese non fu clemente e oltre alle numerose spogliazioni di beni e opere d'arte, subite anche da Gorno, esso esercitò una pesante oppressione fiscale e introdusse la coscrizione obbligatoria dei soldati che dovevano combattere per Napoleone.

Il dominio dei Francesi durò fino al 1814, dopodiché subentrarono gli Austriaci. Se inizialmente la popolazione vide nascere speranze di una nuova gestione più serena e meno oppressiva, il governo Austriaco fece subito capire che le gravezze fiscali non sarebbero diminuite, conservando anche la coscrizione obbligatoria.

Il tutto peggiorò anche con l'arrivo di una grave carestia, causata da siccità, requisizioni e soprattutto dall'opera nefasta degli incettatori di grano. A tal proposito negli scritti dell'epoca si può leggere
Mentre un sacerdote delle nostre zone, T. Carrara, scrisse
La fame e la forte povertà portò ad un forte crescere della criminalità e del banditismo fatto di furti a mano armata, estorsioni e assassini, formato soprattutto da molti giovani che si davano alla criminalità piuttosto che servire la bandiera austriaca.

Un'interessante e dettagliata descrizione del paese la troviamo negli scritti di Mairone Da Ponte del 1820
Da ultimo durante la denominazione austriaca infierirono anche a Gorno parecchie malattie epidemiche: due volte il colera, nel 1836 e nel 1855, il vaiolo nel 1838 e nel 1857 la scarlattina.
Nel frattempo in Italia nascono i primi moti dell'Indipendenza e nel 1860 parte la famosa Spedizione dei Mille, capitanata da Garibaldi, che sbarcherà a Marsala l'11 maggio dando il via al nascente stato italiano.
Dai documenti conservati in comune possiamo essere certi che anche Gorno ha avuto il suo garibaldino: Bagini Paolo di Battista, che venne ferito nelle vicinanze di Napoli. Ricoverato per sei mesi all'ospedale napoletano Santi Apostoli, tornò successivamente a casa perché rimasto invalido.

Purtroppo, vista la mancanza di alcune carte burocratiche, il servizio di garibaldino svolto da Bagini non venne riconosciuto dall'allora Regno d'Italia, per cui non fu incluso negli elenchi ufficiali dei Mille.
Nonostante ciò i compaesani lo soprannominarono ol Garibaldi, nome che prenderà anche la sua abitazione, locato sulla costa dei roccoli, detto Casì dol Garibaldi.
Le strade e la loro costruzione all'interno dell'abitato di Gorno son da sempre nominate fin dai più antichi documenti, datati XVI secolo.
Ad essi però ci si può riferire solo alle mulattiere che nei secoli vengono tracciate e modificate per collegare una contrada all'altra, e il paese con i comuni confinanti.
La prima vera strada carrozzabile, dopo vari progetti bocciati tra la fine del XIX secolo e gli inizi del XX secolo, verrà costruita tra il 1953 e il 1955  per volere del sindaco Camillo Guerinoni, con incarico per il  progetto al geometra Mario Cristilli di Clusone, e servirà per raggiungere il centro del capoluogo (Villassio) passando dalla contrada di Erdeno. Le altre contrade verranno collegate successivamente: nel 1970 iniziano i lavori per la carrozzabile per contrada Cavagnoli (vedi foto), nel 1972 le carrozzabili raggiungono le contrade di S. Antonio, San Giovanni e della Trinità e nel 1973 si raggiunge la contrada di Peroli.
Il primo automezzo che raggiunge il centro del paese è una Fiat 1100 guidata dal Signor Marco Andreoletti.
.

### Dal XX secolo a oggi
Agli inizi del Novecento riprende la piaga dell'immigrazione all'estero per lavoro, portando molti lavoratori alla ricerca di fortuna in Australia.

Riprende anche l'attività mineraria nella Val del Riso, dapprima da parte di alcuni operatori locali ma senza grossi risultati, poi dagli imprenditori inglesi, susseguiti da quelli belgi.

Le nuove direzioni portano tecnologia e finanziamenti in grado di far ripartire l'attività di estrazione mineraria in modo industriale, tanto che le persone che vi lavoravano erano più di 800.

Con l'arrivo della prima guerra mondiale anche Gorno sacrifica i suoi migliori sull'altare della patria, onorati dopo col monumento a loro dedicato sul sagrato della chiesa parrocchiale.

Finita la guerra la grande crisi del 1930/31 porta un altro arresto all'attività estrattiva mineraria della valle. Le miniere vengono chiuse e una forte carestia colpisce il paese portando gli abitanti ad una nuova ondata di migrazione verso l'Australia, l'America, l'Europa e l'Africa.

Fortunatamente l'interruzione è breve e l'attività mineraria e gli abitanti di tornano a riprendere il lavoro nelle viscere della montagna. Sono gli anni in cui il regime fascista è al potere, dove le rappresaglie e le perquisizioni a domicilio saranno l'inizio di quella follia politica che porterà alla guerra.

L'importanza strategica dell'estrazione mineraria sarà fondamentale per evitare la guerra a chi vi è occupato.
Nel settembre del 1943 inizia la resistenza anche sui monti di Gorno. Numerosi saranno i militari che moriranno in guerra o verranno dichiarati dispersi, da ricordare tra i caduti il bersagliere Giuseppe Riccardi, medaglia d'oro al valore militare, morto sul Monte Granale a Jesi.

Il 25 aprile del 1945 finisce la seconda guerra mondiale e la popolazione riprende a ricostruire il proprio domani.
Durante tutto il XX secolo le varie riprese economiche daranno modo al paese di ingrandirsi e di costruire numerosi edifici pubblici: il municipio venne costruito nel 1911 (con successiva ristrutturazione terminata nel 2001), nel 1918 (1º giugno) viene aperto l'ufficio delle poste (dapprima in contrada Villassio e poi trasferito in contrada Erdeno), nel 1923 apre lo sportello bancario del Credito Bergamasco, la nuova chiesa parrocchiale viene aperta al culto nel 1931, nel 1961 vengono inaugurati l'oratorio e il complesso delle scuole elementari con asilo (oggi riconvertito a sede dell'Ecomuseo delle Miniere), tra il 1978 e il 1981 viene edificato l'edificio sede delle scuole medie recentemente ampliato e oggi sede di tutto il polo scolastico (asilo, elementari e medie) di Gorno ed infine nel 1982 viene inaugurato il teatro sala della comunità "Sala Arcobaleno".

Le contrade, ancora collegate tra loro dalle vecchie mulattiere, vengono collegate da strade carrozzabili e viene costruito un acquedotto e numerose fontanelle pubbliche.

L'espansione demografica tocca il suo massimo negli anni sessanta con 2 261 persone censite.
L'estrazione mineraria (che cominciò ufficialmente con il decreto della repubblica veneta del 9 aprile 1482 che dava il permesso della riapertura dell'attività di estrazione) dopo 500 anni di attività chiude definitivamente il 12 gennaio del 1982.
Nel 2009 nasce l'Ecomuseo delle Miniere di Gorno, riconosciuto dalla regione Lombardia, con l'intento di rinsaldare il legame della comunità locale con le proprie radici, la propria storia e le proprie tradizioni, ma volto anche ad interventi di ricerca, salvaguardia e valorizzazione della cultura e del territorio.

### Simboli

Lo stemma di Gorno

Lo stemma del comune di Gorno è stato ufficialmente approvato con decreto del re d'Italia, Vittorio Emanuele III, il 9 novembre 1933.
Blasonatura stemma:
Le immagini inserite all'interno dello stemma richiamano la storia del paese.
In alto vi è raffigurato san Martino vescovo, patrono del paese fin da quando Carlo Magno donò le terre della valle ai canonici di San Martino di Tours nel 774 d.C., mentre sotto vi sono raffigurate a sinistra un antico lume da miniera, simbolo del lavoro in sotterraneo, e a destra una conchiglia fossile, di cui è ricca la formazione geologica che porta il nome di Gorno, dove è stata scoperta, studiata e classificata.
Ma da fonti antiche emerge anche un secondo significato per le tre immagini rappresentate, tramandato anche da tradizioni e detti popolari "affinché i figli non dimentichino le virtù dei padri": il santo rappresenta anche la charitas, per sottolineare la carità presente negli avi della popolazione di Gorno, la centilena rappresenta il labor simbolo della laboriosità degli abitanti; e la conchiglia simboleggia l'humilitas, perché la conchiglia diventa fossile unendosi alla roccia per non farsi notare.
Il gonfalone è un drappo di azzurro.

## Monumenti e luoghi d'interesse

### Architetture religiose
Data la sua formazione a contrade, spesso dislocate lontane l'una dall'altra, nei secoli il comune di Gorno ha visto l'edificazione di nove chiese, tuttora presenti.

#### Chiesa Parrocchiale di San Martino di Tours

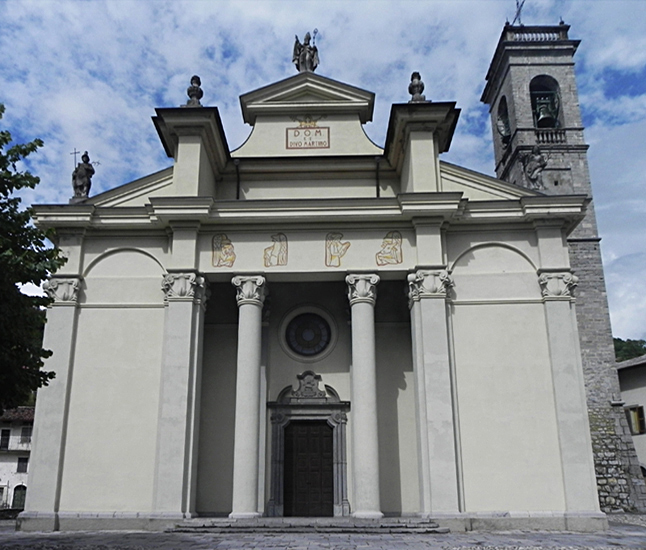
La facciata principale della Parrocchia di San Martino

La chiesa più importante e più grande del paese è la chiesa parrocchiale dedicata a San Martino di Tours.

Edificata fin da sempre nella contrada centrale del paese, Villassio, vede la sua prima edificazione nel 1478.
Questo primo edificio era caratterizzato da una navata centrale e da una laterale.
L'edificazione, avvenuta su di un pendio soggetto a un leggero slittamento del terreno, porterà alla formazione di numerose crepe, che porteranno a definirlo dapprima inagibile e poi alla sua demolizione.

Verrà poi costruita una seconda chiesa parrocchiale, che verrà inaugurata nel 1776, in stile rococò e caratterizzata da numerosi altari laterali che circondavano una pianta ad'unica navata.
Edificata anche questa nella stessa posizione della prima chiesa, subirà la stessa sorte, venendo demolita nel 1930. L'edificio attuale, progettato dall'ingegnere Federico Rota, verrà inaugurato nel 1933 ed è in stile basilicale a tre navate divise da sei grandi colonne.

Tutta la chiesa venne affrescata da Emilio Nembrini tra il 1938 e il 1939.
Al suo interno sono state anche ricollocate tutte le opere asportabili della precedente chiesa, come gli altari, i mobili della sagrestia, le tele e le statue. Sono infatti conservati al suo interno opere della Bottega dei Manni, come l'altare maggiore e l'altare dei morti, e dei Fantoni, come l'altare della Madonna del rosario, opera di Donato Fantoni e della sua bottega, datato 1656, mentre per le tele vi sono da ricordare sicuramente “I quattro santi” di Francesco Capella, del 1760 circa, e “La visitazione” di Enrico Albrici, datata 1754.

#### Chiesa della Madonna delle Grazie

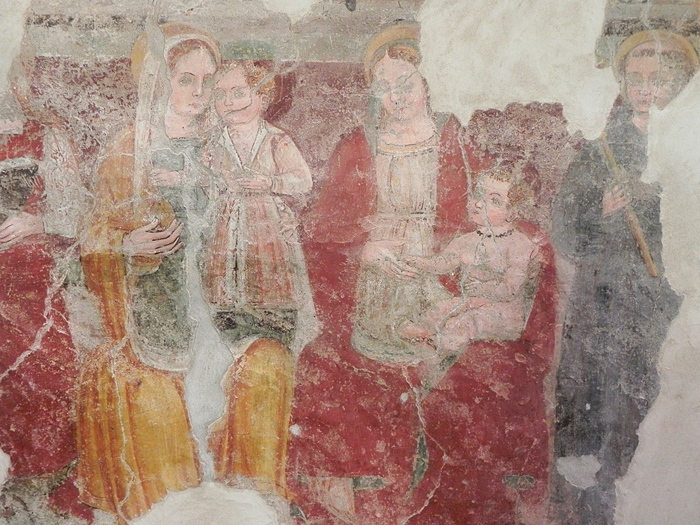
Dettaglio degli affreschi del XVI sec. all'interno della Chiesa della Madonna delle Grazie

Anch'essa in contrada Villassio, la sua edificazione avvenne grazie alla concessione data alle suore che abitavano l'annesso piccolo convento dopo una loro richiesta scritta all'allora arcivescovo di Milano, Ippolito d'Este, avvenuta nel 1448.

Riguardo alla datazione dell'edificio, tuttora presente, si è a lungo discusso sulla sua edificazione, visto che non se ne parla fino al 1625, rimanendo escluso dall'elenco degli edifici religiosi elencati e descritti dall'emissario di Carlo Borromeo durante la visita del 1575, ma dopo gli ultimi restauri dell'edificio, terminati nel 2000, vennero alla luce alcuni affreschi tipicamente prerinascimentali che raffigurano l'immagine di una Natività e di alcuni santi, dove sotto uno di essi vi è la data 1517, che aiuta a stabilirne la sua prima costruzione tra il 1448 e il 1517.

Architettonicamente l'edificio è abbastanza semplice, ha navata unica, leggermente sopraelevato rispetto al livello della strada adiacente, caratterizzata internamente da una copertura a travi divisa a tre campate sostenute da archi. Al suo interno, oltre agli affreschi già citati, vi è conservato un altare in marmo policromo, opere della Bottega dei Manni di Rovio del 1728.

La chiesa fece le veci della parrocchia tre volte, la prima dal 1767 al 1776, mentre veniva costruita la seconda Parrocchia di Gorno, poi dal 1873 al 1890 perché la parrocchia venne chiusa al culto a causa della pericolante torre campanaria, poi abbattuta e riedificata, ed infine dal 1927 al 1932 durante la costruzione della parrocchia attuale.
Annesso al lato sud della chiesa vi è un dormitorio che anticamente era il monastero delle monache Agostiniane Mantellate, chiuso al loro utilizzo alla fine del Cinquecento.

#### Santuario del Santissimo Crocifisso

Il santuario in uno scatto del 1948

Il Santuario del Santissimo Crocefisso è uno dei primi edifici che si incontrano sulla strada che entra nel paese di Gorno, situato nella parte più bassa del paese, nell'omonima contrada.

La sua edificazione è alquanto recente, terminata nel 1910 dopo l'autorizzazione avvenuta nel 1908 da parte del sac. dott. Angelo Roncalli (futuro papa Giovanni XXIII), l'edificazione del nuovo edificio venne decisa dall'allora parroco Brignoli per dare una giusta sistemazione all'effigie lignea del Santo Crocefisso, fino ad allora conservato in una cappella più piccola edificata nella medesimo luogo.

L'edificio, secondo per grandezza solo alla chiesa parrocchiale, è a croce greca ed è in stile neogotico lombardo e non subisce nessun cambiamento dalla sua costruzione se non la demolizione, visto l'allargamento della strada, del portico che stava davanti al portone della facciata principale.

All'interno della chiesa, caratterizzata da una fitta decorazione ad elementi geometrici tipici dello stile neogotico lombardo dei primi del Novecento opera dell'artista Poloni Tito di Martinengo è conservata l'effigie del Santissimo Crocefisso, ovvero una scultura lignea di autore e origine ignota, databile nella metà del XVIII sec. che raffigura un Cristo morente in croce particolarmente venerato e che in passato venne spesso portata in processione per scongiurare siccità e carestia.

#### Chiesa di San Giovanni
Anche in questo caso non si hanno notizie certe della sua prima edificazione, che si può stabilire nel XIV sec., ma è ormai accertato che è l'edificio religioso più antico del paese, considerata la prima vera chiesa parrocchiale, restata tale fino alla prima edificazione della Parrocchia dedicata a San Martino da Tour nel 1448 in contrada Villassio, ipotesi ulteriormente avvalorata dal ritrovamento di alcune antiche sepolture sotto la sua pavimentazione, prerogativa delle sole chiese parrocchiali.

La chiesa è abbastanza piccola, caratterizzata esternamente da un portico affrescato costituito da tre arcate frontali e due laterali, sorrette da colonne in pietra.

Internamente la struttura si presenta a navata unica con il presbiterio separato da un'inferriata ed illuminato da due piccole finestre, mentre a destra vi è l'ingresso che porta alla sagrestia.

L'altare, probabilmente di fattura locale, è di epoca barocca e al suo interno vi è una tela dedicata a San Giovanni Battista.
La parete sinistra della navata risulta spoglia, mentre nella parete di destra vi sono gli affreschi trecenteschi riemersi durante l'ultimo restauro dell'edificio che rappresentano due santi e un'ultima cena.
La chiesa ha anche un campanile in pietra, edificato nel 1608, situato a ridosso del lato nord dell'edificio.

#### Chiesa della Santissima Trinità

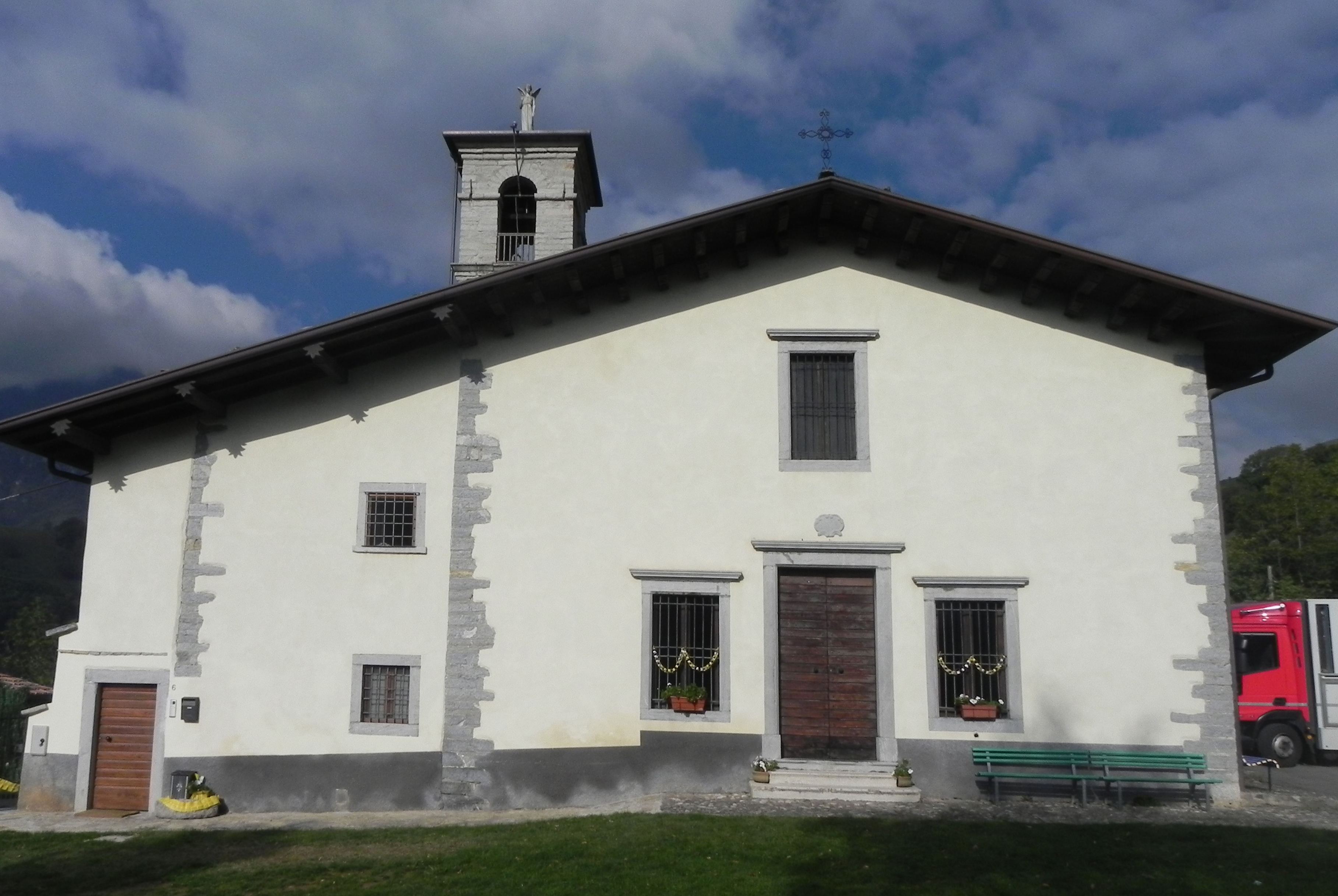
La facciata principale della Chiesa della S.S. Trinità

Non si ha data certa della sua costruzione, ma certo è che l'edificio esisteva già nella seconda metà del Cinquecento. Nei capitoli del curato, in data 29 giugno 1594, si può leggere
Ma è quasi certo che l'edificio verrà in seguito modificato e ampliato, visto che sopra l'achitrave dell'ingresso principale vi è una voluta in pietra scolpita dove sta incisa la data 1633 con la scritta Introite in atria eius.
L'edificio è situato in località Grumello ed è direzionato verso est. Esternamente l'edificio si presenta leggermente sopraelevato rispetto al livello del giardino antistante. Il portone principale, come le tre finestre inferriate (due ai lati e una al di sopra dell'ingresso) è inserito in una cornice in pietra locale.

Internamente la struttura dell'edificio è a navata unica con il presbiterio sopraelevato da un gradino.
L'altare è caratterizzato da un'ancona lignea barocca al cui interno è inserita la tela “Trinità con San Giovanni e San Martino Vescovo” dove la Trinità è rappresentata con Dio padre che sorregge la croce di Gesù crocifisso con la colomba dello Spirito Santo. Di autore ignoto, alla base vi è scritto Sacello Individuae Trinitatis, labore et Industria Io Franc Cab. Civis.
Nella parete di sinistra della navata, proveniente dalla chiesa parrocchiale settecentesca, vi è la tela di grandi dimensioni de "L'imperatore Valentiniano davanti a San Martino", anch'essa di autore ignoto del XVIII sec.

Esternamente a ridosso dell'angolo sud-ovest dell'edificio vi è il campanile, in pietra, sulla cui sommità vi è un angelo in marmo bianco donato dal coro della chiesa parrocchiale. Al suo interno vi sono custodite due campane sulle quali vi è incisa la data 1595 e 1769, mentre annesso al lato sud dell'edificio vi è l'ex casa del custode, che, come riportato da documenti del XVIII secolo, oltre a pagare l'affitto, doveva aiutare nelle funzioni e nella custodia dei paramenti sacri, nonché suonare le campane in caso di calamità e suonare l'Ave Maria al mattino, a mezzogiorno e la sera dall'inizio di maggio fino alla fine di settembre di ogni anno.
Nel 1993 la chiesa vide un forte intervento di consolidamento e restauro, soprattutto grazie al lavoro dei volontari.

#### Chiesa di San Mauro
Senza documenti ufficiali che ne attestino con certezza la data di costruzione, si può presumibilmente pensare che la data incisa in una pietra posta sopra l'architrave dell'ingresso principale, IHS 1634, sia la data di costruzione dell'edificio. Ciò può essere comprovato anche dalla mancanza di qualsiasi accenno all'edificio nei documenti precedenti a quella data.

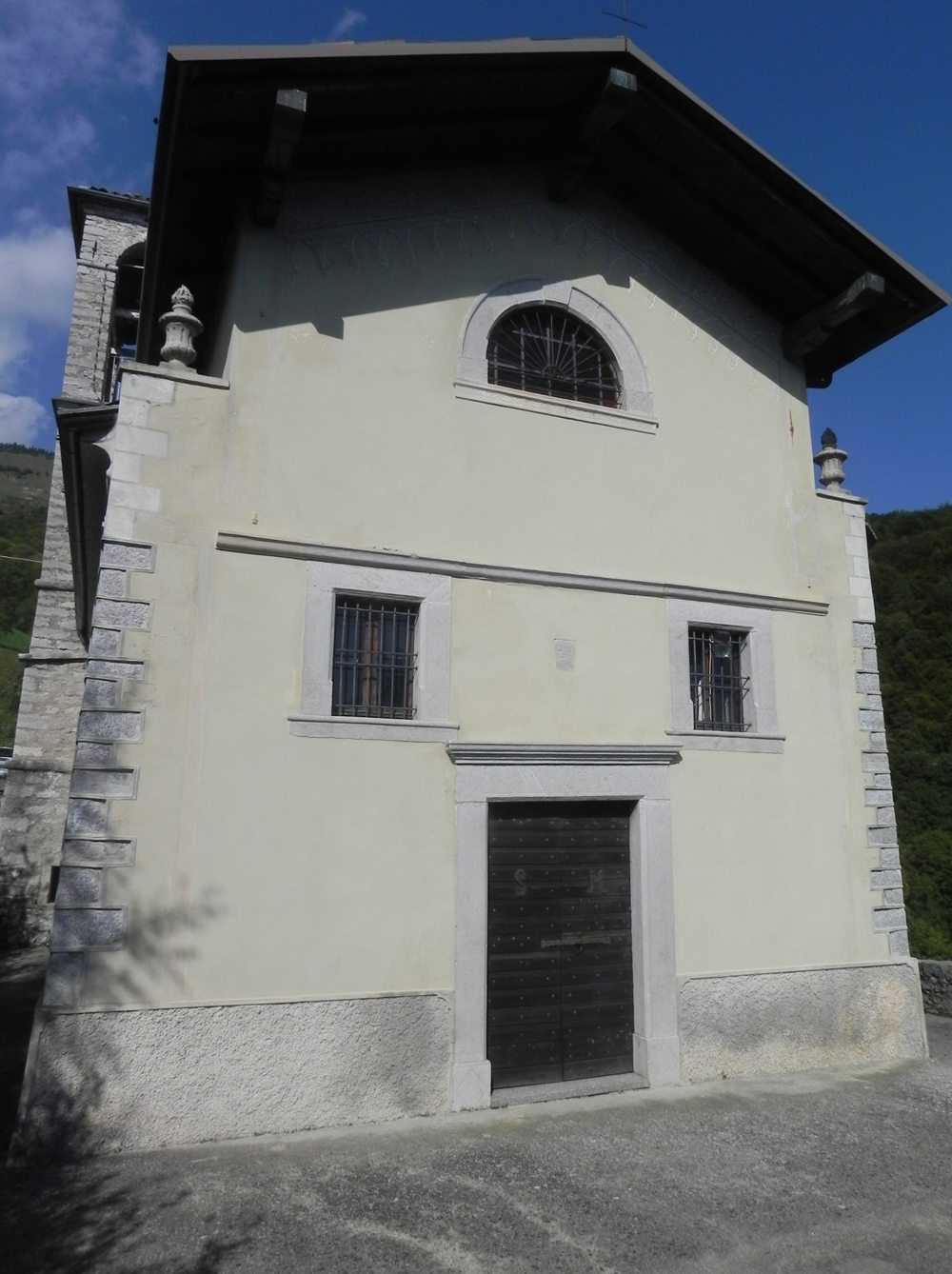
La facciata principale della Chiesa di San Mauro in contrada Peroli Alti

La chiesa, situata in contrada Peroli Alti, era inizialmente dedicata alla Madonna di Loreto, poi successivamente convertita in chiesa dedicata al culto di san Mauro.
Anche in questo caso non si sa con certezza quando questo cambio avvenne, ma molto probabilmente nella metà del XIX secolo, dato che fino a quell'epoca la chiesa viene citata nei documenti dedicata alla Madonna di Loreto.
Testimonianze a tal punto sono il testamento di Zuan Cabrini, salumiere di Venezia originario di Gorno, dettato in data 19 settembre del 1651, dice
Nell'archivio comunale la chiesa viene poi citata in una nota relativa ai conti della stessa, datata 7 maggio 1780
Mentre in data 5 luglio 1808, sempre dagli archivi comunali, si può leggere
Tra i vari lasciti e donazioni che la chiesa riceve nei secoli, c'è sicuramente da citare quello del 1676, dove vengono donate alla chiesa le reliquie di san Mauro e San Donato da parte di Salvatore Giorgi di Casnigo al parroco don Martino Regolini di Premolo originario di Gorno, con precisa destinazione per la chiesa dei Peroli.
La chiesa è rivolta verso la vallata e davanti all'ingresso principale vi è un piccolo sagrato cintato da un muretto, mentre a ridosso del lato nord vi è il campanile in pietra che conserva due campane datata una 1689 mentre l'altra 1722.

La facciata principale è caratterizzata dall'ingresso principale, sormontato su di un secondo livello da due piccole finestre rettangolari, sormontate a loro volta da una finestra arcuata.

Internamente la chiesa è a navata unica. L'altare maggiore, databile nella prima metà del XVII sec., è in legno dipinto e dorato. Il paliotto è caratterizzato ai lati da due cherubini a lesena mentre al centro all'interno si una cornice lignea circondata da testine di cherubini alati, vi è una tela dipinta ricca di volute, uccellini e bacche al cui centro, all'interno di un ovale, vi è raffigurata la Madonna della Neve. Al di sopra vi è il tabernacolo a cinque comparti, ligneo e in parti dorato, con le rappresentazioni di San Sebastiano, San Lorenzo, San Giovanni, San Giacomo e Santo Stefano (oggi quasi del tutto illeggibili) all'interno di una struttura che riprende l'architettura di un palazzo sormontata sulla guglia più alta da una statuina lignea di un Cristo Risorto.

L'ancona superiore, che oggi risulta staccata e appesa alla parete nord del presbiterio, è lignea e in tipico stile barocco. Lateralmente è caratterizzata da due colonne tortili decorate da foglie, affiancate da volute con fiori e testine di angeli, mentre nella parte superiore vi è un Dio Padre inserito al centro di una trabeazione arcuata spezzata. Al centro vi è conservata la tela “Madonna di Loreto e Santi”, della prima metà del XVIIsec. di autore ignoto bergamasco. Nella parte alta vi è rappresentata la Madonna di Loreto adagiata su di un manto di nuvole, affiancata dall'angelo custode e da San Giovanni Battista, mentre al di sotto, nella parte bassa del dipinto, sono rappresentati i Santi Defendente, Sant'Antonio da Padova, San Francesco d'Assisi, Santa Caterina d'Alessandria e Santa Lucia.

Ai lati della navata, nella nicchia di sinistra, vi è l'Altare del Rosario caratterizzato dalla tela della Madonna del Rosario circondata dalle immagini dei misteri gaudiosi, dolorosi e gloriosi, mentre nella nicchia di destra vi è l'altare di San Mauro, con una tela dedicata al santo che raffigura “San Mauro che benedice uno storpio” di epoca seicentesca.

La chiesa è stata in passato oggetto di forte culto, ricevendo ex voto per grazia ricevuta (oggi se ne conservano 14, tra cui il più antico tra quelli conservato nelle chiese di Gorno datato 1740), la maggior parte dedicati a San Mauro e in parte dedicati alla Madonna di Loreto.
Nel 1990 la chiesetta subirà pesanti ma necessarie opere di restauro, sia interne che esterne, volute dagli abitanti della contrada aiutati dai numerosi volontari del paese.

#### Chiesa di Sant Antonio

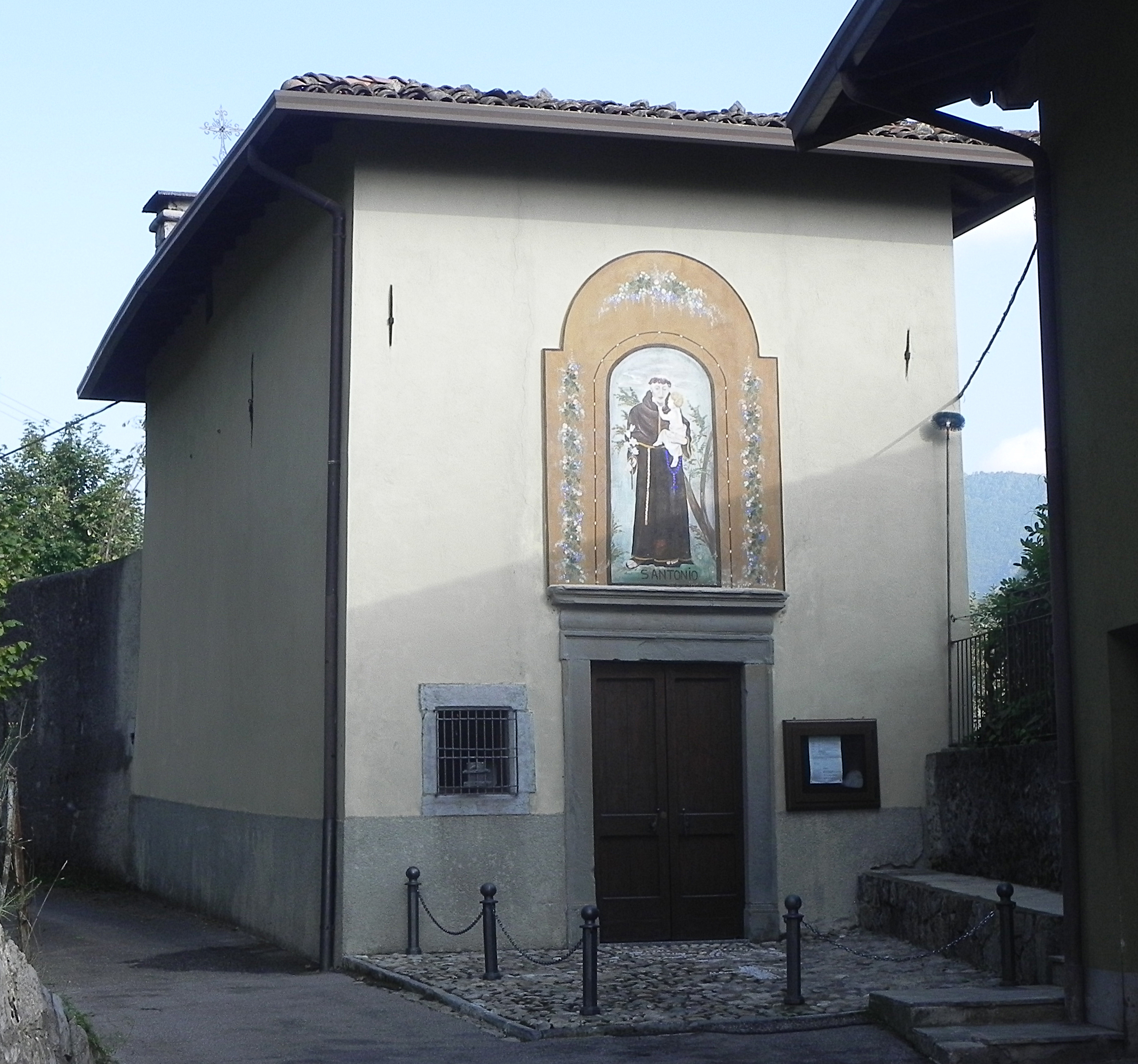
La chiesetta di Sant'Antonio nell'omonima contrada

Della chiesa di Sant' Antonio, situata nell'omonima contrada, non si hanno certe notizia riguardo alla data esatta della sua edificazione. Viste le caratteristiche e alcuni documenti antichi si può dedurre che venne edificata nel XVII sec. in forma privata, da una famiglia che si può far risalire ai Marchetti, famiglie benestanti presenti anche in questa contrada in quegl'anni, notizia ulteriormente avvalorata da un manoscritto del 1799 di Don Bartolomeo Cominelli, parroco di Gorno.

La chiesa passerà poi in mano alla famiglia dei Guerinoni, visto che verrà lasciata in eredità da Marchetti Battista a Pietro Guerinoni, quartogenito di Caterina Marchetti e Santo Guerinoni (questi sposatisi nel 1733).

Le successive eredità e proprietà dell'edificio diventano confuse e poco precise tanto che in una nota del 1891 si può leggere che è di proprietà di alcuni abitanti di Gorno (senza specificare chi), per poi perdere del tutto i documenti ufficiali dell'effettiva proprietà, creando negli anni la tradizione che la chiesa è di proprietà degli abitanti della contrada. Ad oggi si ignorano gli effettivi proprietari, lasciando la sua cura agli abitanti della contrada che da sempre la mantengono attiva come luogo pubblico e sacro.
La chiesetta è di piccole dimensioni, a pianta rettangolare e a navata unica.

Esternamente l'edificio è abbastanza semplice, con la facciata principale direzionata a nord-ovest caratterizzata da un affresco di recente fattura che raffigura Sant' Antonio e da un portone in legno con cornice in pietra che funge d'ingresso affiancato a destra da una piccola finestrella inferriata.
L'interno presenta un soffitto a volta e un pavimento in marmo (posato durante ultimi restauri). Il presbiterio è caratterizzato da un altare marmoreo di recente fattura, mentre a ridosso della parete di fondo vie è l'antico altare ligneo del '700, caratterizzato da un tabernacolo a tempietto e due angeli lignei porta ceri.

La parete sovrastante è caratterizzata da un'ampia cornice in stucco lavorato, con angeli, putti e sulla cui sommità vi è un frontone curvilineo. Al suo interno vi è inserita una pala di autore ignoto datata 1685 che raffigura "Sant'Antonio con il Bambin Gesù, San Giovanni Battista e San Bernardo", già restaurata nel 1773 da G. Battista Cucchi.

A lato dell'altare vi è una piccola apertura in pietra che porta alla sagrestia della chiesa.

#### Chiesa di San Rocco

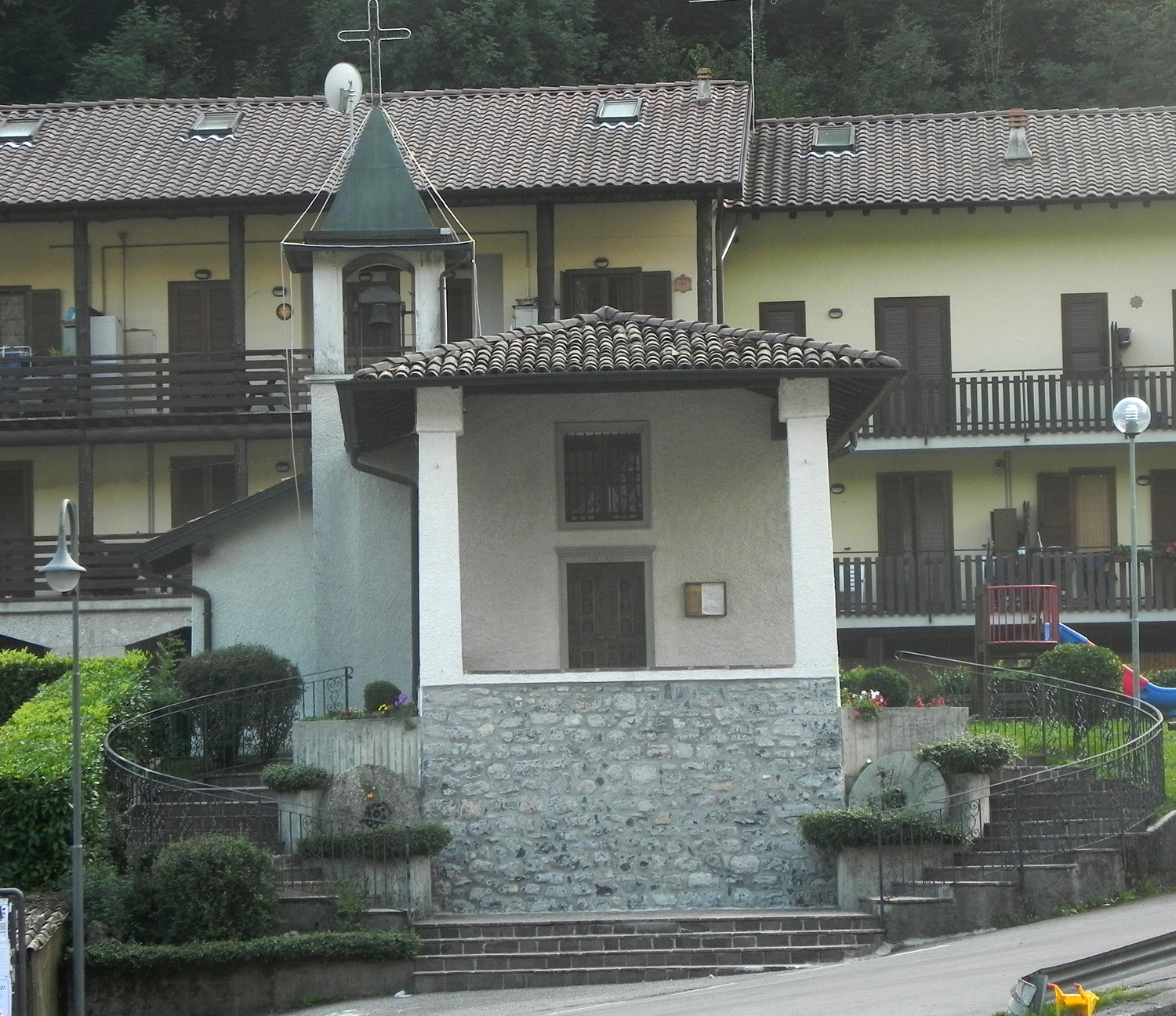
La facciata principale della Chiesetta di San Rocco in contrada Riso

La prima edificazione, datata XVI secolo, dedicata a San Rocco in contrada Riso consisteva in una cappella, come comprovano alcuni documenti del "Codex Guerinonianus" redatti da Pietro Giovanni Stefano Guerinoni da Gorno, dove si può leggere
Nel XVII secolo la cappella viene modificata e viene trasformata in piccola chiesa, come si può intuire leggendo anche alcuni documenti degli Ordini del curato
Mentre nel 1720 si può leggere la richiesta di celebrarvi messa perché la contrada è
Alla cappella si accede attraverso due scalinate laterali al piccolo portico antistante, visto che l'edificio si trova in una posizione sopraelevata rispetto alla piazza della contrada.

L'edificio è rivolto a nord ed è assai semplice, di piccole dimensioni, di forma quadrata, con un campanile a ridosso dell'angolo sud-est.

Al suo interno vi è conservato un altare di ambito bergamasco del XVII secolo in legno scolpito, caratterizzato da un'ampia doratura, testine di putti e grappoli di frutti che fa da cornice alla tela “Madonna con il Bambino e Santi” databile nel XVIIIsec. di autore ignoto. Nelle pareti laterali vi sono due piccole nicchie dove sono inserite in una la statua del Sacro Cuore di Gesù e nell'altra la statua di San Rocco, quest'ultima opera lignea dipinta del XVII sec., particolarmente venerata e che tradizionalmente viene portata in processione in occasione della festa del santo il 16 agosto.

Negli anni ottanta la chiesetta vide importanti opere di ristrutturazione dell'edificio, prima nel 1984 con il rifacimento del tetto, poi nel 1989, intervenendo sia all'interno che all'esterno dell'edificio.

#### Cappella dell'oratorio
Inaugurata nel 1964 dall'allora vescovo di Bergamo, la cappella è la più recente costruzione di ambito religioso nel comune di Gorno.

Situata al pian terreno dell'oratorio, vi si accede dall'annesso portico, con un unico ingresso a fondo della piccola navata.

Fedele ai nuovi dettami architettonici post moderni degli anni sessanta, con linee geometriche e minimali, la piccola cappella è illuminata da tre finestre sul lato della navata e una aperta a lato della sagrestia (questa divisa da una parete a mattonelle traforate esagonali), tutte e quattro di forma esagonale.

Il presbiterio, sopraelevato di un gradino rispetto al piano dei fedeli, è caratterizzato da un altare in marmo di botticino, da un tabernacolo a forma quadrata in rame sbalzato, smaltato e dorato e da un grande crocifisso ligneo monocromo opera dello scultore bergamasco Angelo Gritti, questi ultimi due posti due anni dopo la benedizione inaugurale, nel 1966.

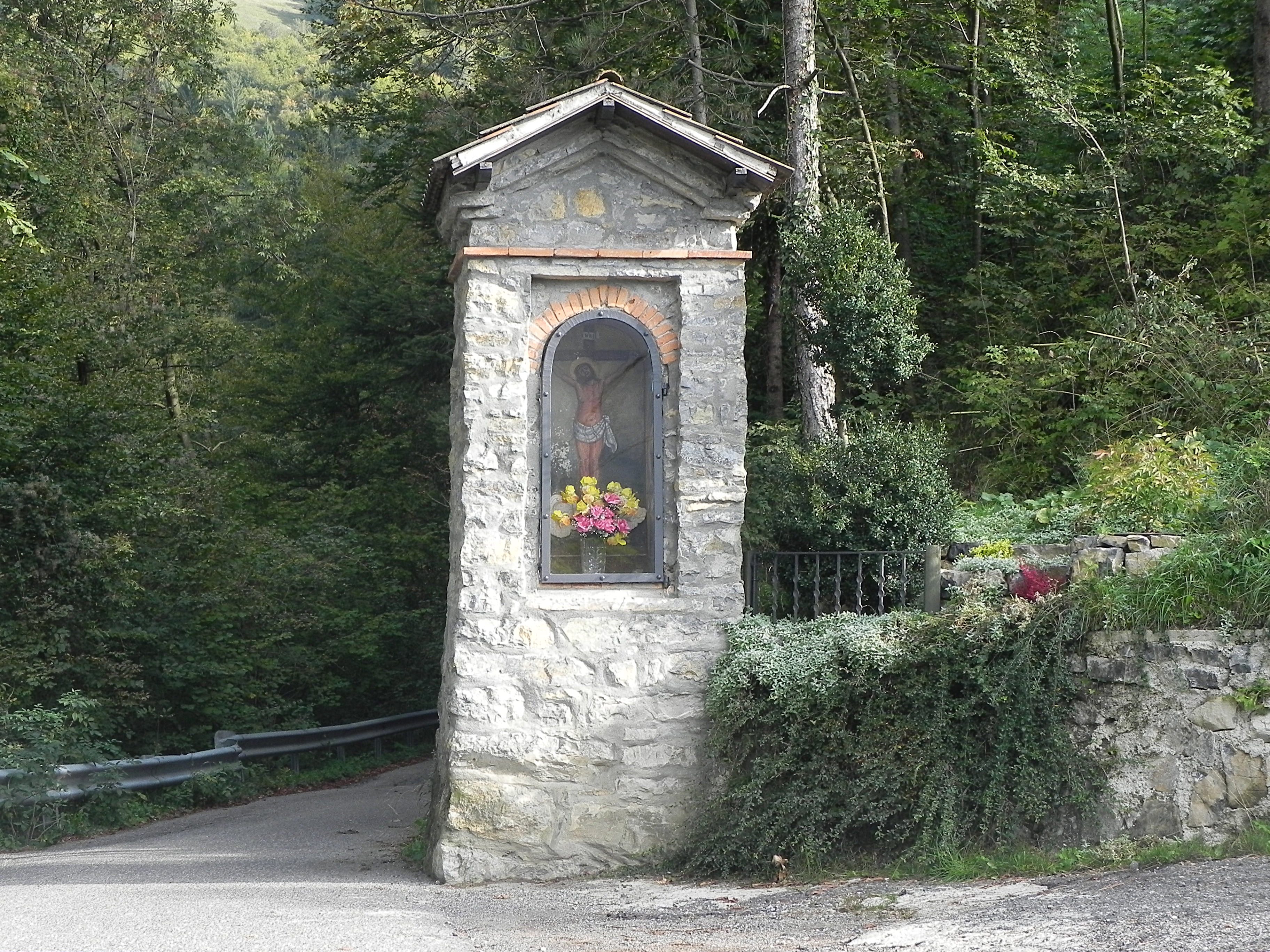
Santella sulla strada che porta alla contrada di Peroli

La navata risulta spoglia, con le pareti rivestite in legno e decorate da una serie di piccole tavole che raffigurano la Via Crucis.

All'interno della cappella è anche presente una statua che raffigura San Giovanni Bosco al quale è dedicato l'oratorio.
Nel 2006, durante alcuni lavori di ristrutturazioni, vennero aggiunti nuovi dipinti a decoro del crocifisso ligneo.

#### Santelle ed edicole votive
Numerose sono le santelle sparse in tutto il territorio del comune di Gorno. Grazie ad un primo censimento che venne fatto nel 1986, poi aggiornato, se ne contano circa 26.
Difficile è la datazione della costruzione di ognuna di loro, che per quelle tuttora presenti si può far partire dalla fine del XIXsec, ad esclusione di una in contrada Peroli che viene datata, con qualche incertezza, al XVI secolo.

Sicuro è che nei secoli le santelle sono state modificate in modo sostanziale, in alcuni casi diventando chiese, come nel caso della chiesa di San Rocco, dove in un documento del 1512 si ha notizia di una tribulina dedicata al santo, o quella del Santuario del Santissimo Crocifisso, che venne sostituita dal santuario attuale per una meglio collocazione delle statue lignee, oppure riedificate, come nel caso di quella in località Costa, che venne prima demolita per permettere la costruzione della nuova strada carrozzabile, ma poi sostituita da una nuova in bronzo nel 1956, oppure semplicemente abbattute, come nel caso della tribulina di San Rocco nella piccola piazza centrale della contrada Erdeno, presente in vecchi documenti e planimentrie riferite alla contrada.

Sicuramente molte altre sono andate perse, ma riguardo alle notizie di edificazioni così piccole e di ambito popolare è quasi impossibile risalire alla loro esistenza.

Tra quelle presenti a Gorno vi è una vasta varietà di stili: costruite come singole edicole votive in posti di passaggio, come a Fondo Ripa o sulla strada per contrada Peroli, o inserite nelle pareti di edifici privati, come in contrada Calchera, in via Musso, o in contrada Erdeno, ma anche esternamente ad edifici religiosi, come sulla parete nord della Chiesa della Madonna delle Grazie. Quasi esclusivamente realizzate con la tecnica dell'affresco, cinque si distinguono perla presenza di statue, quella bronzea in località Costa, quella con la statua di Santa Barbara in contrada Campello, quella chiamata Pret di Ba con un crocifisso ligneo del 1982, quella in località Grom con un piccolo crocifisso in Gesso e quella con crocifisso ligneo posata nel 1999 dietro la Chiesa della Madonna delle Grazie.

La raffigurazione vede la rappresentazione di comuni scene di ambito religioso, come la Crocefissione, a volte accompagnata da Santi, la Pietà o la Madonna in diverse versioni iconografiche, e quasi sempre di ambito artistico popolare e di autore ignoto. Le uniche firmate sono quella in località Costa, con un bassorilievo bronzeo del 1956 di Attilio Nani, quella in località Pośa di Guardie, del 1933 di Pietro Baggi di San Giovanni Bianco, quella in località Gron del 1914 di Giorgio Bonomi (oggi rimossa dalla sua collocazione originaria) e quella in località Basello, che presenta le iniziali dell'autore GAC 1917 - A.V. D'ERBIA.

### Architetture civili

#### Borghi antichi

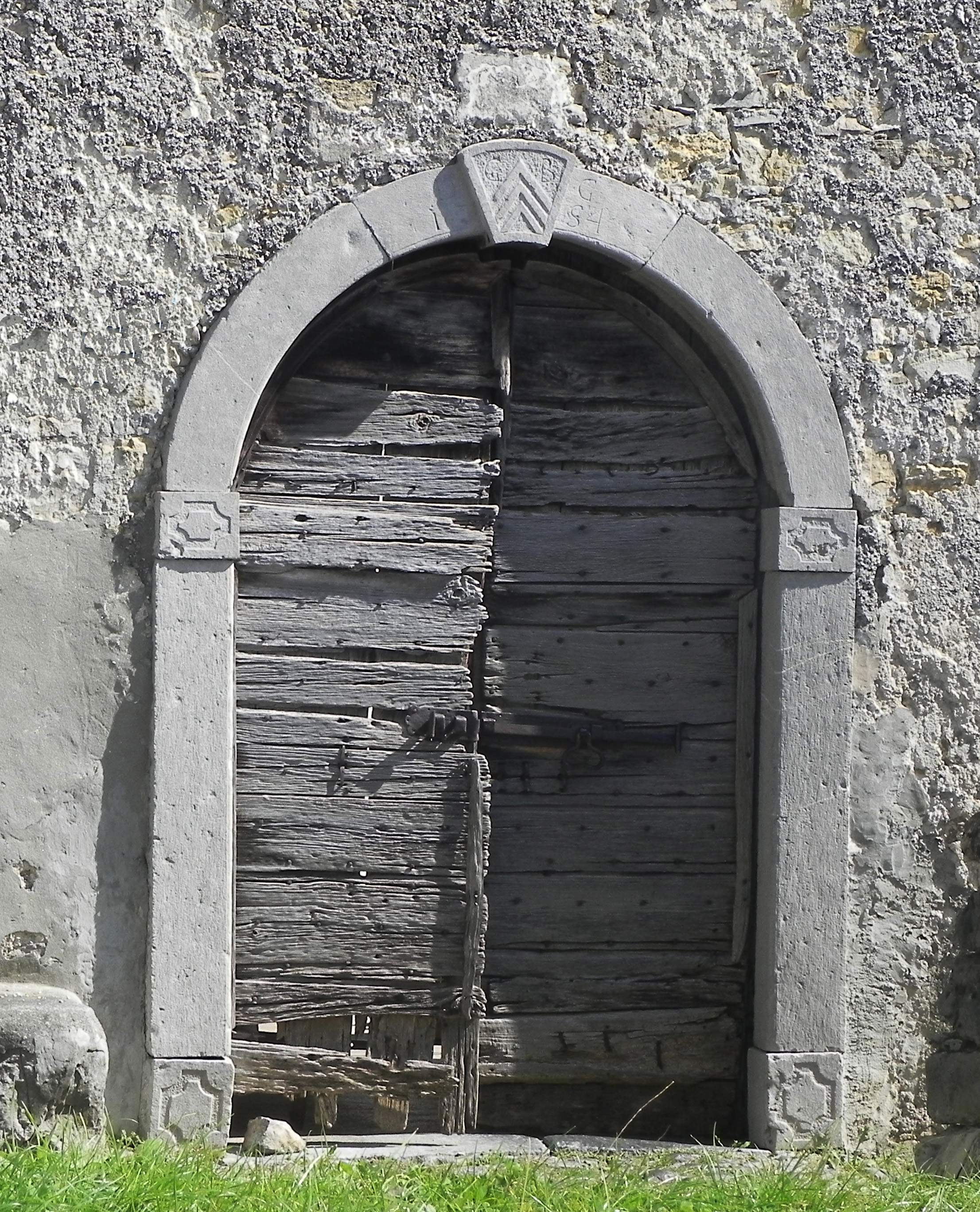
Antico portone in contrada San Giovanni. Gli stipi e l'arco in pietra di Jels con i battenti in legno chiuse da un chiavistello in ferro sono le tipiche entrate delle case rurali, dove si accedeva al cortile comune. In questo caso nella chiave di volta è scolpito lo stemma della famiglia Guerinoni mentre ai lati è incisa la data 1754

Le testimonianze di antiche costruzioni civili all'interno del paese di Gorno sono tutt'oggi presenti in alcune delle sue contrade.

Tra i borghi meglio conservati, viste le continue evoluzioni degli edifici e l'aumento demografico della popolazione, le contrade di San Giovanni, Peroli, Cavagnoli e Calchera.

Nella contrada di San Giovanni l'omonima chiesa è considerata uno degli edifici più antichi del paese e tutto il borgo, nonostante le modifiche avvenute nei secoli, ha mantenuto la sua struttura originaria, preservando numerosi edifici che mostrano elementi che ne datano la loro costruzione, come gli architravi in pietra, decorati anche da stemmi familiari.

La contrada di Peroli, divisa tra Peroli alti e Peroli Bassi, ha mantenuto anch'essa intatta la sua struttura originaria. Peroli alti sono stati ristrutturati in parte alla fine del XX secolo dagli stessi abitanti, senza stravolgere l'urbanistica e l'aspetto degli stessi, mentre in Peroli Bassi da ricordare c'è sicuramente la casa torre detta Casa del tesoro del Guelfo, che secondo alcuni recenti studi daterebbe la sua prima edificazione al XIV secolo.

Cavagnoli è un'altra delle contrade che meglio conserva il suo nucleo storico, situato nella zona che viene comunemente chiamata Cavagnoli vecchi. Se anche in questo caso una parte degli edifici sono stati ristrutturati, altri sono momentaneamente in abbandono, tra cui l'edificio che conserva l'affresco del Leone Veneto, simbolo della dominazione veneta, che vede la sua costruzione del suo nucleo centrale datata XV secolo.

Villassio, sede centrale del paese, se conserva edifici e cortili antichi, son meno visibili esternamente, visto che è stata una delle contrade che più di altre ha subito modifiche negli anni.
Così come Erdeno e Sant'Antonio, che conservano alcune antiche abitazioni ma con testimonianze meno rilevanti.

Nella parte bassa del paese, nonostante la contrada Riso sia citata sin dal XVI secolo conserva pochissime testimonianze, così come non sono più presenti gli antichi mulini che venivano elencati per la macina del frumento e la casa torre citata in alcuni documenti del 1512.

La contrada Fondo Ripa e del Santissimo Crocefisso sono più recenti, così some contrada Campello, considerata l'ultima nata all'interno del paese agli inizi del XX secolo.

##### La casa

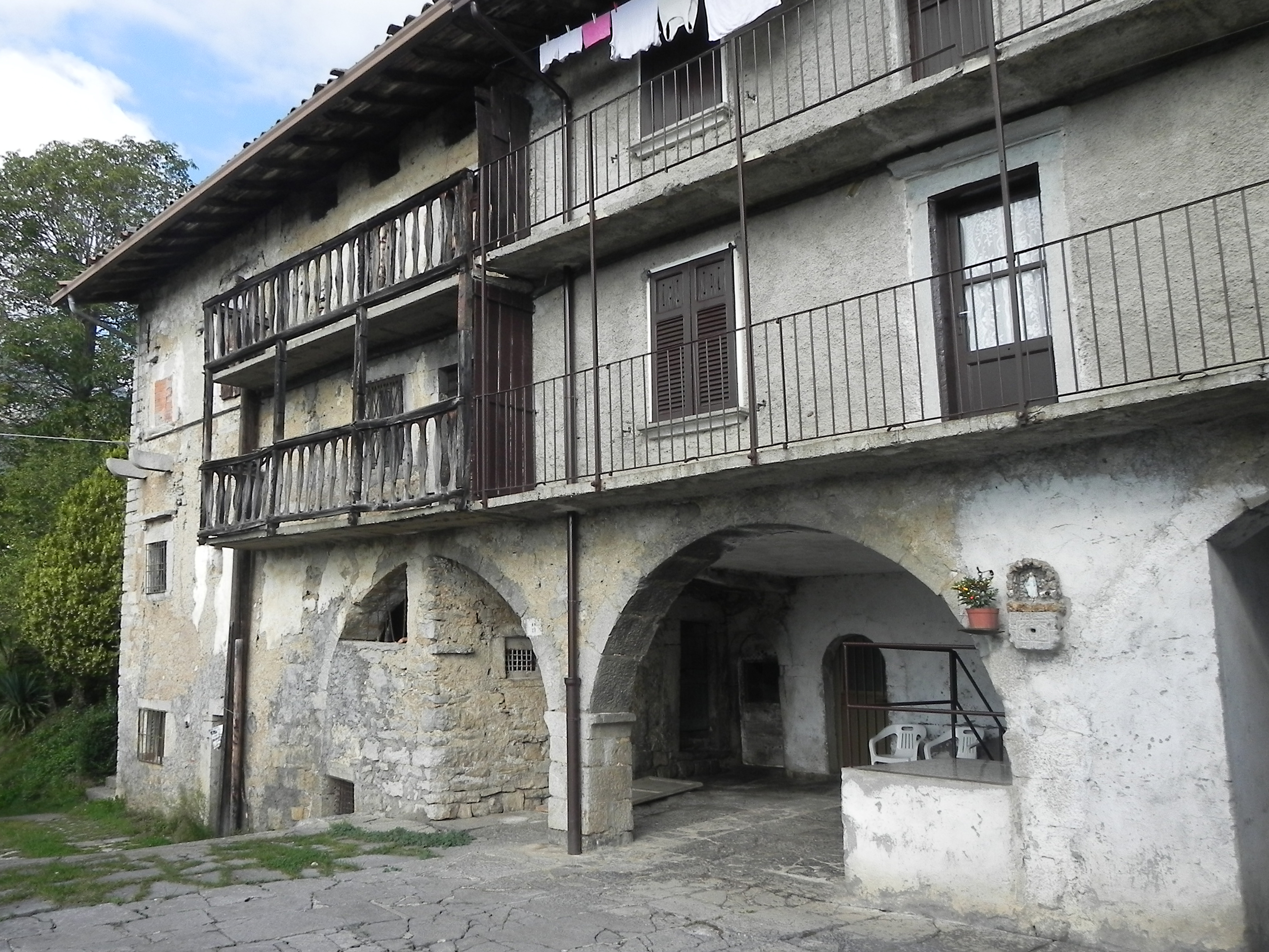
Dettaglio della contrada di Peroli Alti. Le ampie arcate in pietra del piano terra, affacciate sul cortile, con i ballatoi esterni in pietra e legno sono alcune delle tipiche caratteristiche della casa cortile rurale

Per quanto concerne l'architettura domestica nell'abitato di Gorno si osservano diversi tipi di edilizia di antica costruzione.

Il più diffuso è quello delle case a cortile, che consentiva di concentrare in un'unica costruzione abitazioni (spesso plurifamiliari), stalla, fienile e granaio, tutti quanti raggruppati attorno a cortili rettangolari. Se ne osservano due tipi: il cortile aperto, ovvero con un lato che si apre direttamente sulla via più vicina, e il cortile chiuso, accessibile solo attraverso uno o più portoni.

Architettonicamente gli edifici che si affacciavano su di essi si sviluppavano su più livelli, a pian terreno vi erano ampie arcate in pietra che si affacciavano sul cortile, queste utilizzate nei tempi invernali alla manovra. Da qui si accedeva a diversi ambienti: il più importante era la stalla, dove c'era il bestiame e dove vicino ad esso c'erano gli ambienti invernali dove la famiglia si raccoglieva la sera nel periodo invernale per riscaldarsi, mentre a lato della stalla c'era il casaröl, una specie di piccola cantina dove si conservavano i formaggi ed infine il forno per la cottura settimanale del pane, spesso in uso comune a diverse famiglie della stessa contrada.

Ai piani superiori vi erano le stanze per dormire e anche in questo caso si possono notare diverse caratteristiche di costruzione, dove le case contadine avevano ballatoi o totalmente in legno o con base in pietra e strutture in legno (esempi tipici di questo stile si possono ammirare in contrada Calchera), mentre le case delle famiglie più ricche e nobili avevano ballatoi interni il cui affaccio sul cortile era costituito da una serie di archi e colonne in pietra scolpita (esempi di queste costruzioni sono oggi visibili in contrada Peroli Bassi, San Giovanni e in alcuni cortili interni in contrada Villassio).

I materiali utilizzati per la costruzione erano soprattutto la pietra, con alcune parti in legno. Gli stipi, gli architravi e le parti più importanti erano forniti dalla cave di pietra di Costa Jels, mentre la calcina proveniva dalle dodici calcinerie attive a Gorno fino al XIX secolo.

Un'altra tipologia di architettura civile è la casa torre, anche se ad oggi si conservano pochi edifici. Caratterizzata da una struttura massiccia, presenta una base a forma quadrata illuminata internamente da piccole finestre. La loro costruzione iniziale era finalizzata a quella di punto strategico per l'avvistamento e la difesa degli abitati, ma nei secoli la loro funzione cambiò notevolmente, mutando verso un uso più domestico della torre. A causa di ciò gli edifici hanno subito notevoli modifiche, con l'abbassamento dell'altezza originaria, con l'apertura di nuove e più ampie finestre, con l'aggiunta di ballatoi, spesso in legno, e con l'accorpamento della torre in costruzioni rurali più ampie. Tra gli esempi più importanti oggi conservati, si possono citare l'antica casa in contrada Peroli Bassi dei Gibellini, detta anche casa del Tesoro del Guelfo, oggi in fase di ristrutturazione, e la casa torre in Cavagnoli vecchi dove vi è affrescato il Leone Veneto, le cui fondamenta costituite in grosse pietre angolari danno ulteriore conferma della sua funzione difensiva della struttura originaria.

##### Fontane e lavatoi

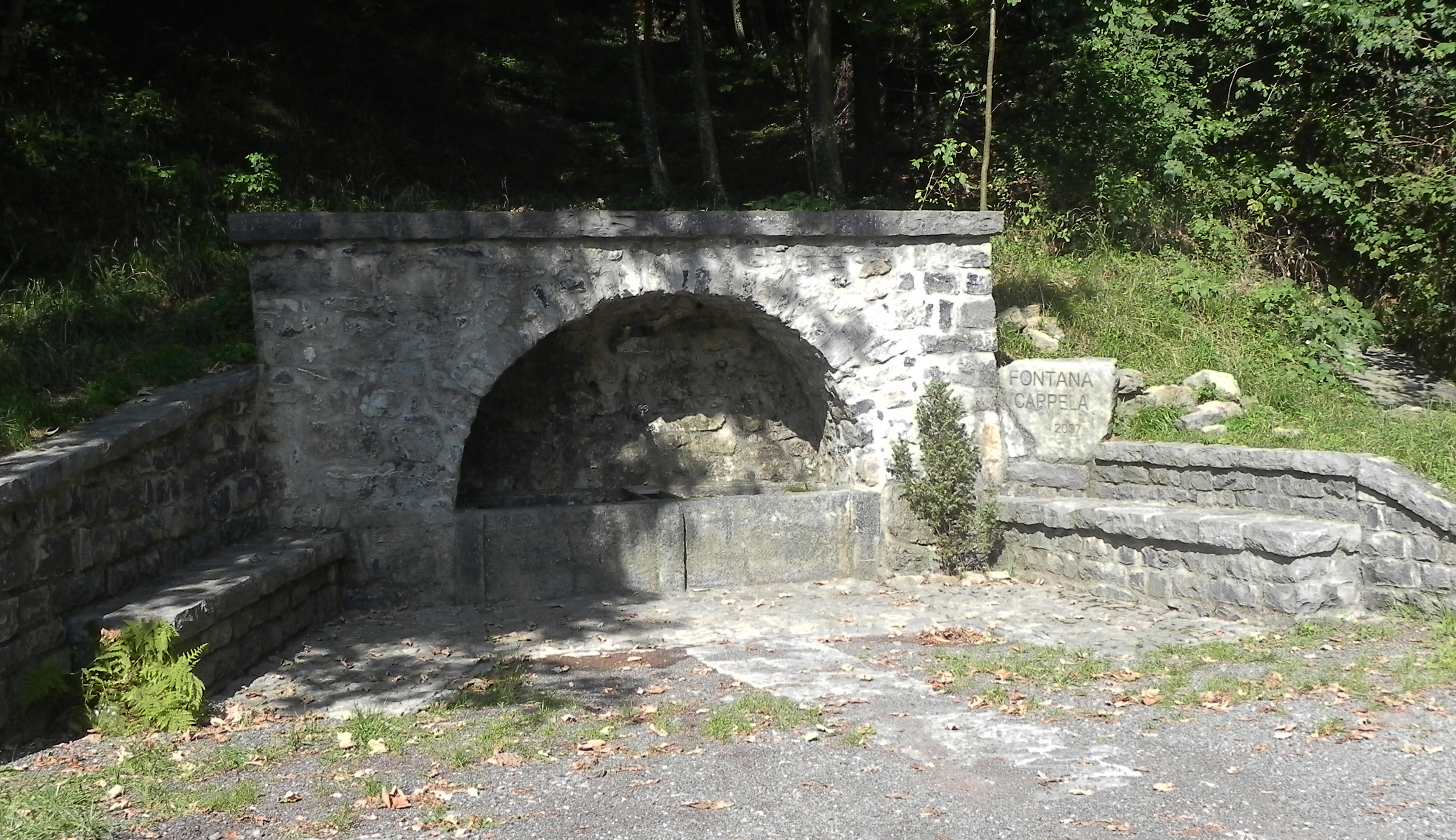
La fontana in località Carpéla, restaurata nel 2007

Per quanto concerne l'edilizia idrica Gorno conserva alcune testimonianze riferita a fontane e lavatoi pubblici.

La dislocazione delle varie contrade in un territorio ampio e montano ha dato vita nei secoli alla costruzione di diverse fonti d'acqua finalizzate a diversi utilizzi, primo tra tutto quello di attingere l'acqua per le varie abitazioni della contrada, ma anche per abbeverare il bestiame e nel caso dei lavatoi per appunto lavare gli indumenti sporchi.
Nel XX secolo l'aumento della popolazione, i cambiamenti urbanistici e il miglioramento della qualità della vita delle varie famiglie ha fatto venire a meno il loro fondamentale ruolo per le contrade, finendo spesso per essere demolite.

In alcuni casi, essendo esse edificate a ridosso delle antiche mulattiere, con la costruzione delle vie carrozzabili e il conseguente allargamento delle strade venivano demolite e più sostituite, come nel caso del funtanì de la Madona demolito nel 1969, mentre in altri casi l'ammodernamento e il riassetto dell'urbanistica ha demolito le vecchie costruzioni, mantenendo viva la fonte d'acqua con le piccole fontanelle verdi in metallo, oggi presenti in numerosi zone del paese.

Più recentemente gli ultimi interventi delle varie giunte comunali hanno permesso la salvaguardia delle ultime fontane sopravvissute, come nel caso della fontana in località Carpéla, ristrutturata nel 2007, e quella secondaria in contrada Villassio, in via Fontana vecchia e la fontana Tèedèi anche con il contributo di volontari.
Certa era anche la presenza di lavatoi pubblici, della quale però esistono meno notizie al riguardo.
Ad oggi l'unico presente nel territorio comunale, con la sua struttura in cemento armato originaria della prima metà del XX secolo, è il lavatoio vicino al Santuario del Santissimo Crocifisso, all'inizio del paese.

#### Baite e bivacchi
All'interno del comune di Gorno sono presenti due piccoli rifugi, Baita Mistri e il Bivacco Telini, questi raggiungibili a piedi. Sempre di proprietà del comune di Gorno ma edificato all'interno del comune di Oneta vi è Baita Alpe Grem, questa, escluso un ultimo piccolo sentiero di 100 m in discesa, raggiungibile in auto.

##### Baita Alpe Grem

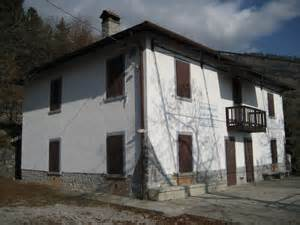
Baita Alpe Grem

Il rifugio Baita Alpe Grem è l'unico ad essere edificato esterno al territorio comunale, all'interno del comune di Oneta, ma su proprietà del comune di Gorno.

Costruito nel 1937, originariamente veniva identificato come Casa del Sorvegliate (caporal) fino a quando nel 1967 venne preso in gestione dal gruppo sci alpinistico dei Camós di Gorno, che ne ha portato avanti negli anni la gestione e la sua ristrutturazione.

Il rifugio è il più grande dei tre di proprietà del comune di Gorno, caratterizzato da una struttura a base quadrata, e internamente suddiviso in due piani, dove al piano terra vi è il piano giorno, con la cucina e la sala pranzo e i servizi igienici, mentre al primo piano vi è il piano notte con le camere da letto che contano fino a 32 posti letto. La struttura resta aperta ad agosto e nei fine settimana che vanno da giugno a settembre (oppure su prenotazione) ed ha acqua fredda, corrente elettrica e stufe a legna.

Edificato a 1098 s.l.m. lo si può raggiungere in auto, percorrendo la strada carrozzabile fino in località Basello per poi continuare sulla strada sterrata che porta ad un piccolo parcheggio, da dove parte un piccolo sentiero in discesa da percorrere a piedi di circa 300 m, oppure a piedi attraverso tre vie principali: dalla frazione Villassio di Gorno - sentiero n. 249 – in un'ora e mezza - dalla località Piazza di Oneta - sentiero n. 239 - in ore 0,45 - dal Colle di Zambla - sentiero n. 233 – in un'ora.

##### Baita Mistri

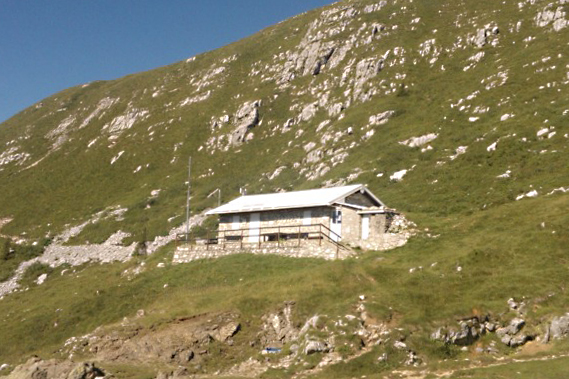
Rifugio Baita Mistri

La prima edificazione dell'edificio avvenne durante l'attività mineraria nella Valle dell'Orso, detta anche Val Gorgolina, sull'Alpe Grem, ed era una baracca che veniva utilizzata dai minatori che lavoravano in quella zona. La struttura si trova alla quota di 1790 metri s.l.m.

Nel 1908, con la fine dei lavori, l'edificio venne ceduto al CAI di Bergamo che la trasformò in un piccolo rifugio.

Durante la prima guerra mondiale il rifugio subì ingenti danni, venendo quasi completamente distrutto.

Rimasto in rovina per lungo tempo, alla fine degli anni ottanta si attuò un progetto per la sua riedificazione, ricostruendolo completamente e intestandolo alla memoria di Giovanni Mistri, fornendolo anche degli allacci elettrici (fotovoltaico) e dell'acqua fredda. Il nuovo edificio verrà inaugurato il 30 agosto del 1992.

Aperto ad agosto e i fine settimana da giugno a settembre, il rifugio è raggiungibile a piedi, seguendo il sentiero segnato nº 223, partendo da Baita Alpe Grem con circa due ore di cammino.

##### Bivacco Enrico Telini

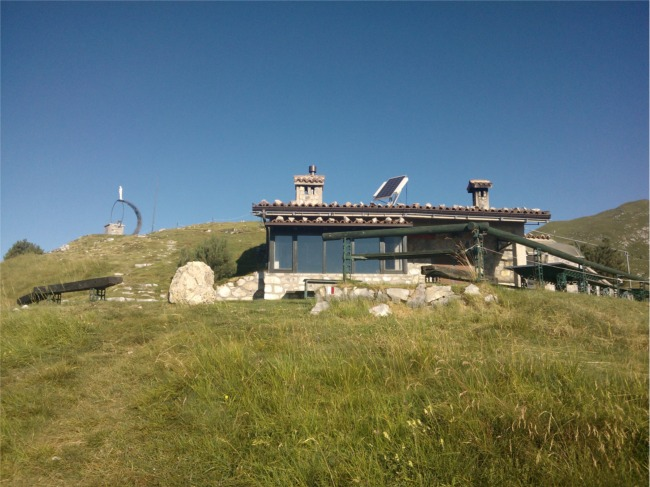
Rifugio-bivacco Enrico Telini

Edificato sulla cima di Preda Balaranda, sul confine col comune di Premolo, ad un'altezza di metri 1.647 s.l.m., il Bivacco Telini venne inaugurato il 29 agosto del 1993, dopo 5 anni di lavori serviti per la sua costruzione da parte del Gruppo Alpini di Gorno, iniziata nel 1989. La struttura, di piccole dimensioni, è dotata di acqua fredda, corrente elettrica (fotovoltaico), di una stufa a legna e di un locale sempre aperto sul davanti dove chi ne ha necessita può trovare riparo.

Grazie alla sua strategica posizione gode di un ampio panorama montano.

Il bivacco è raggiungibile a piedi dall'Alpe Grina, seguendo il sentiero n. 263 con 1.20h porta direttamente al bivacco, oppure si può seguire anche il sentiero 260 fino ad un ampio canalone, dove ha avvio un nuovo sentiero sulla sinistra, segnato con freccia, che porta al bivacco: sempre seguendo il sentiero 260 si può arrivare alla baita Foppelli, quindi si guadagna la forcella sulla sinistra e, sempre girando a sinistra, si segue il crinale fino a giungere al bivacco. Il bivacco è raggiungibile partendo dalla contrada Plassa di Oneta e dal Colle di Zambla in circa 2 ore.

Nelle vicinanze vi è la Madonna degli Alpini, monumento dedicato a tutti gli alpini deceduti, sia in guerra che in tempo di pace.

##### Baite d'alpeggio
Sulle pendici del Monte Grem sono inoltre presenti tre Baite che vengono utilizzate dai contadini durante gli spostamenti e il pascolo del bestiame allevato.

Anch'esse, grazie anche ad un contributo regionale, sono state recentemente ristrutturate con il rifacimento dei tetti, il posizionamento di una nuova pavimentazione e la canalizzazione dei liquami del bestiame.

#### Monumenti

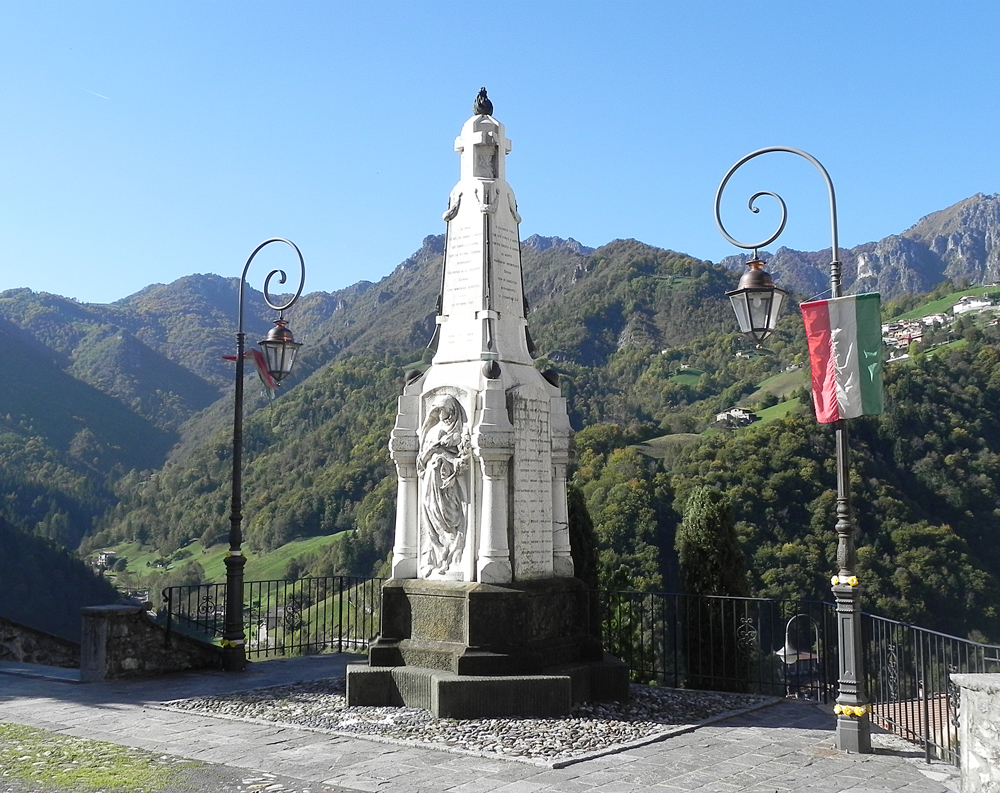
Il monumento dedicato ai Caduti della prima guerra mondiale

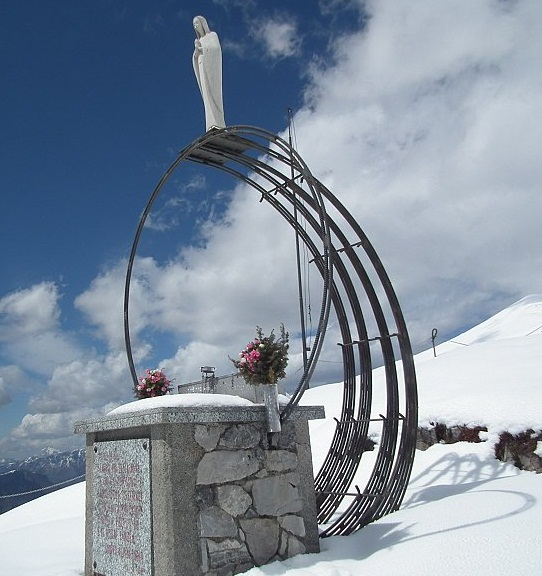
La Madonna degli Alpini in una visione invernale

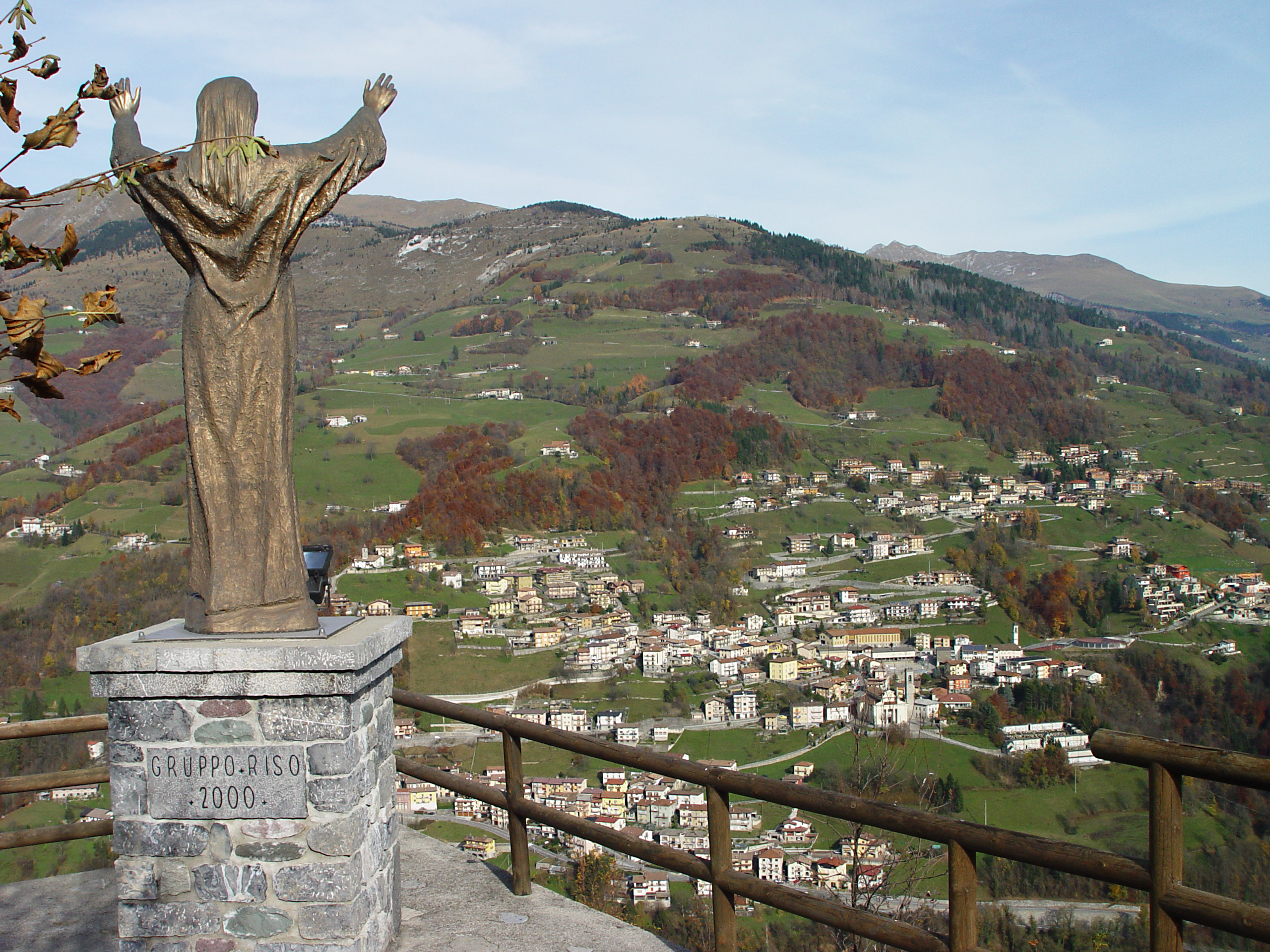
La statua del Cristo Re (vista da dietro) con la vista panoramica sul comune di Gorno

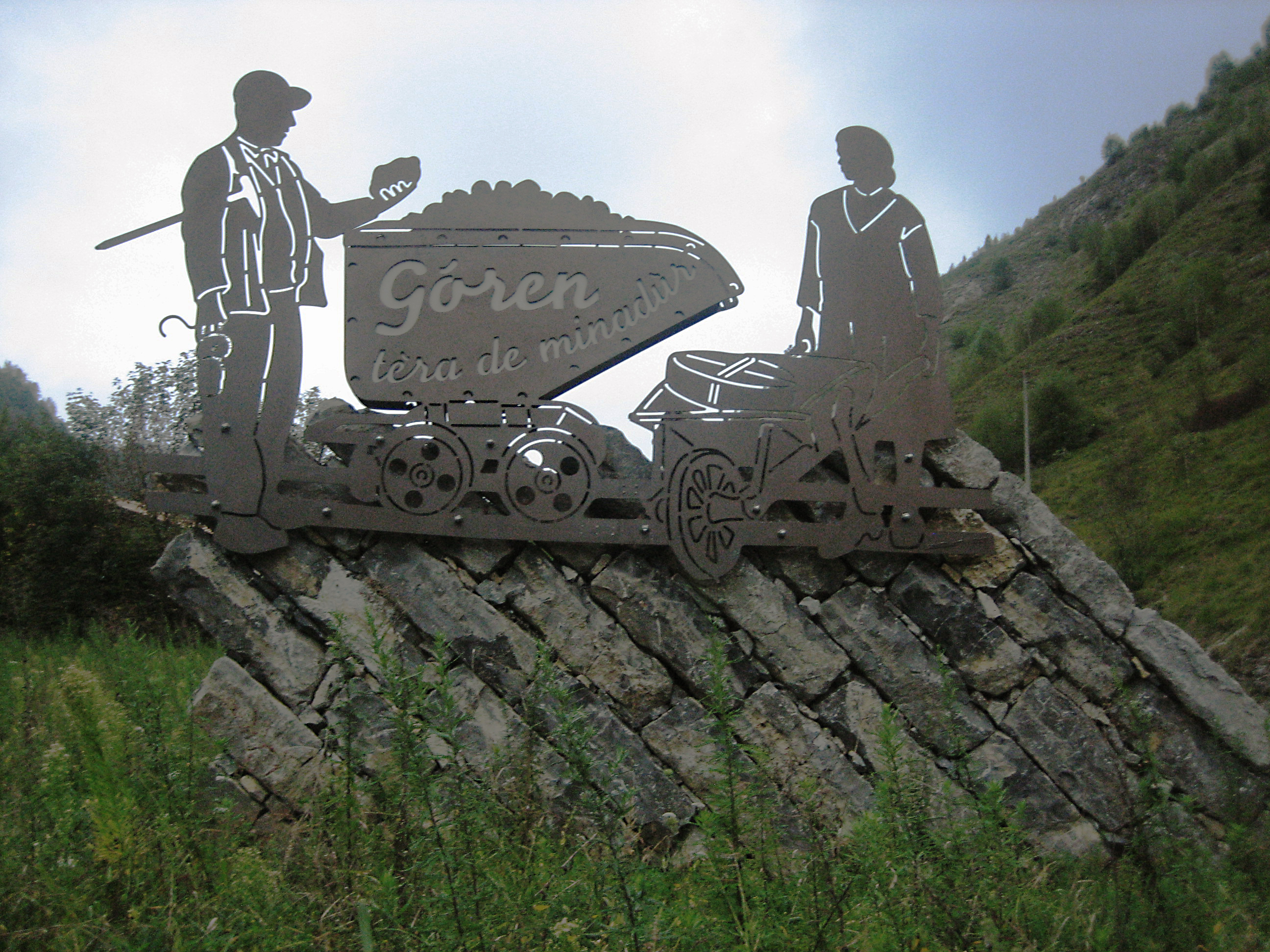
Il monumento Gòren - Tèra de minadùr all'imbocco del paese

##### Monumento ai Caduti della prima guerra mondiale
Il monumento è il più antico tra quelli oggi presenti in paese, posizionato sul sagrato della chiesa nel 1921 in memoria dei soldati di Gorno morti durante gli scontri della prima guerra mondiale.
Il monumento venne finanziato in parte dal Comune, che donò la cifra di 15.000 lire, in parte dalla ditta The English Crown Spelter C.L. (allora proprietaria dei diritti estrattivi minerari all'interno del territorio comunale) con 3.000 lire e il resto venne pagato dalla comunità del paese, per raggiungere la cifra di costo totale di 26.469 lire.
Per l'edificazione del monumento venne formata un'apposita commissione, nel quale proclama si può leggere
Scolpito dallo scultore titolare dell'omonima ditta Carlo Comana di Bergamo, è caratterizzato nella prima fascia in basso dalla presenza angolare di quattro piccole colonne massicce scolpite ad altorilievo e dalla presenza di un bassorilievo che raffigura una figura femminile avvolta in un ampio panneggio mentre impugna una spada nella mano destra (simbolo della condizione militare e delle virtù relative al coraggio) e un ramo di alloro nella sinistra (pianta nobile per eccellenza, simbolo di gloria e vittoria), mentre la seconda fascia è caratterizzata dalla presenza di elmetti e fucili e da un ultimo registro di quattro croci sormontate da una fiammella bronzea.

##### Madonna degli Alpini
Raggiungibile a piedi, il monumento si trova nei pressi del Bivacco Enrico Telini, sulle pendici di Preda Balaranda, a circa 1650 m s.l.m.

La piccola statua della Madonna, totalmente bianca, è sopraelevata rispetto alle pendici della montagna, collocata al di sopra di una struttura metallica di forma circolare che fa da “copertura” al piccolo altare che viene utilizzato per celebrare la messa.

Inaugurato nel 1985, è a ricordo degli alpini caduti o dispersi in guerra o deceduti in tempo di pace.

##### Monumento alla memoria della medaglia d'oro Giuseppe Riccardi
Il monumento venne inaugurato il 17 giugno del 1962 e posizionato davanti all'ingresso principale dell'allora scuole elementari di Gorno (oggi complesso riconvertito in Museo delle Miniere) in ricordo di Giuseppe Riccardi, bersagliere di Gorno morto eroicamente in guerra il 17 luglio del 1944.
Il monumento, inserito all'interno di una piccola aiuola, è caratterizzato da un busto bronzeo che raffigura G. Riccardi in divisa di bersagliere, posto al di sopra di un pilastro in granito nero.

##### Cristo Re
Raggiungibile a piedi dalla contrada Riso, venne posizionato sulla cima della Costa del Falò nel 2000, in uno dei punti panoramici migliori per ammirare la vallata e il comune di Gorno, situato sulla costa opposta.

La statua in bronzo, alta tre metri e dal peso di tre quintali circa, raffigura un Cristo Redentore, con le braccia alzate e lo sguardo rivolto verso la vallata.

##### Gòren - Tèra de minadùr
Il monumento, posizionato all'imbocco del paese nel 2009, tra la località centrale e il santuario del SS Crocifisso, è tra i più grandi presenti all'interno del territorio comunale.

La base è costituita da un grosso muro di pietre rettangolari che emergono dal terreno sovrapposte in linea obliqua, sulla quale è stata porta una lastra metallica sagomata che raffigura un minatore (con in una mano la centilena e nell'altra il minerale estratto) e una taissina (qui mentre sorregge una cariola) con al centro un carrello carico di minerale.

È un monumento che ha molteplici significati, tra cui quello di rendere omaggio al lavoro delle miniere ma anche come simbolo dell'Ecomuseo delle Miniere di Gorno.

##### Ricordo delle miniere
Situato in contrada Villassio e inaugurato nel 2001, è inserito all'interno del muro che costeggia la strada che porta alla piazza principale della contrada.

Architettonicamente costituito da una grossa nicchia chiusa da un'inferriata, è un monumento-vetrina a memoria del duro lavoro svolto all'interno delle gallerie che conserva al suo interno alcuni attrezzi originali utilizzati dai minatori e un carrello che serviva per trasportare il minerale estratto.

##### Monumento al minatore
Situato davanti al comune, è stato inserito all'interno di una piccola aiuola durante i lavori di ristrutturazione del palazzo comunale, terminati nel 2001.

Il monumento, realizzato in pietra, è un bassorilievo realizzato dallo scultore Giovanni Ardrizzo che raffigura un minatore davanti all'ingresso di una miniera mentre cammina con in mano la centilena e a lato ha appoggiato la sua mazza da lavoro.

Al di sopra vi è incisa la frase
Il monumento è stato realizzato anche con il contributo della Comunità Montana, della Ponte Nossa S.P.A., della Banca Credito Bergamasco e della Banca Popolare di Bergamo.

##### Monumento AVIS AIDO ADMO
Di piccole dimensioni e collocato all'interno del giardino del sagrato della chiesa parrocchiale, il monumento venne posato nel 2002 per celebrare il 30º anniversario della fondazione della sezione AVIS della Val del Riso, il 25º anniversario della fondazione del gruppo AIDO e il 10º anniversario della partecipazione all'associazione ADMO.

In marmo bianco, formato da un cippo grezzo dalla forma triangolare e decorato con i simboli delle tre associazioni, è a testimonianza del percorso affrontato dalle associazioni e invito a proseguirne gli obbiettivi intrapresi..

### Miniere

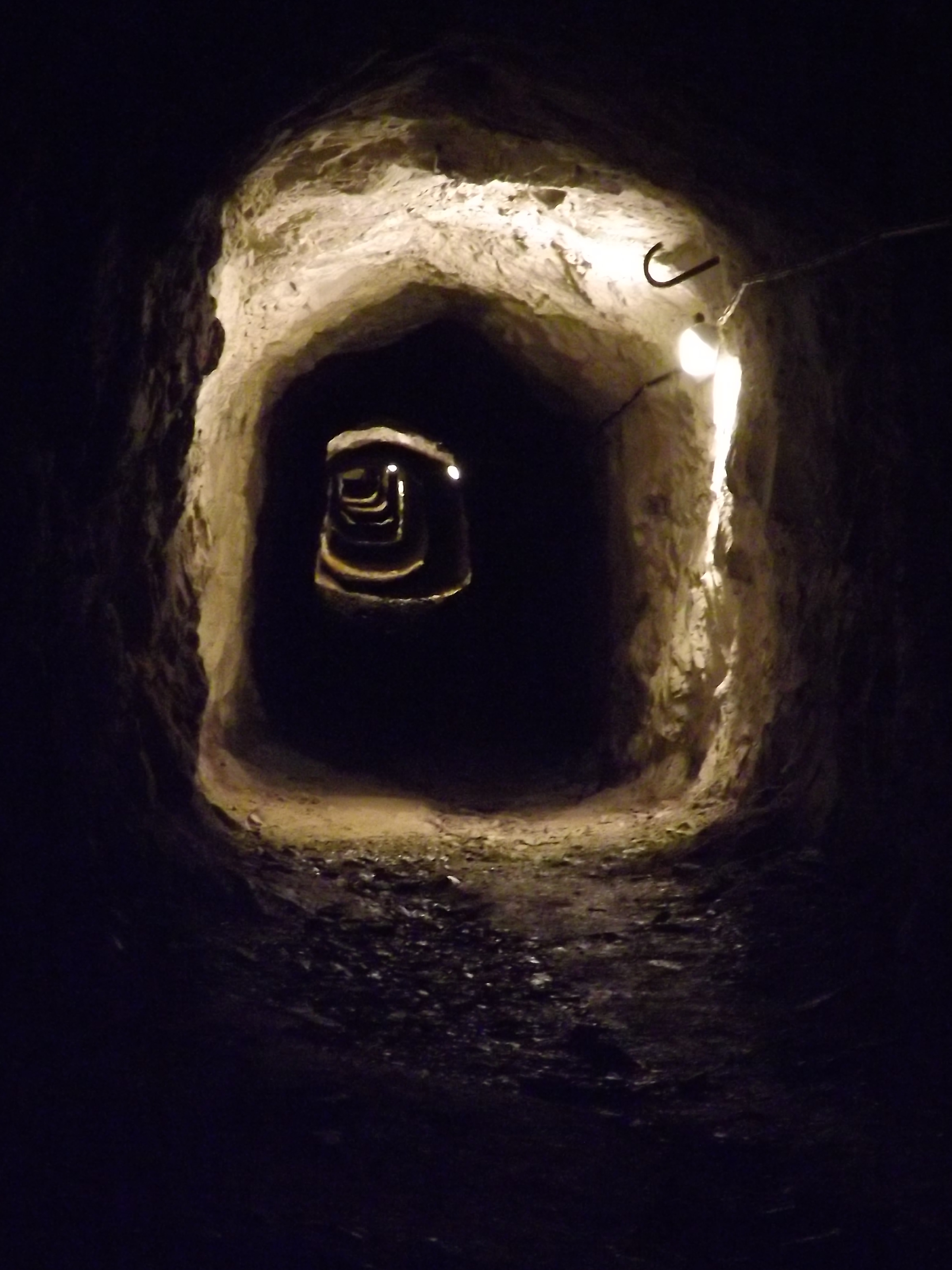
L'interno di una delle gallerie minerarie in località Costa Jels

Le testimonianze dell'estrazione mineraria all'interno del territorio comunale si possono oggi riferire quasi del tutto alle costruzioni che vennero edificate a partire dal XIX secolo, anche se testimonianze ormai certe fanno risalire le prime estrazioni fin dall'epoca romana.
Ufficialmente partite con il decreto della Repubblica Veneta datato 1482, l'estrazione mineraria è parte fondamentale della memoria collettiva, soprattutto dovuto al fatto che fu una delle maggiori risorse economiche del paese a partire dalla fine del XIX secolo fino agli anni settanta del XX secolo, in un appunto del 1910 di Don Pietro Brignoli si può infatti leggere che all'inizio del secolo vi lavoravano complessivamente ottocento operai.
Numerose sono quindi le testimonianze che ne rimangono sia in superficie che nel sottosuolo, dove le gallerie hanno avuto uno sviluppo per circa 200 km circa su un dislivello di 1500 m.

Tra i siti meglio conservati vi sono da citare sicuramente quello di Costa Jels, oggi parte fondamentale dei percorsi dell'Ecomuseo, e quello della località Turbina, in contrada Riso, da dove si diramano le gallerie del Riso-Parina e del Noble.
Nella prima veniva estratta e lavorata la pietra da opera, detta anche pietra di Costa Jels, oggi presente in numerose costruzioni antiche del paese, mentre dalle altre gallerie il minerale che veniva estratto era soprattutto blenda, calamina e galena per la produzione dello zinco.
Tra i minerali pregiati estratti all'interno del territorio comunale, nella Valle dei Crappi è da citare la cava di marmo nero, che nel XVII secolo fornì il marmo anche per la realizzazione dell'Altare dei Morti della chiesa parrocchiale del paese, mentre un'altra cava di marmo nero ma ricco di conchiglie bivalve era situata in contrada Riso.

#### Ecomuseo delle Miniere di Gorno

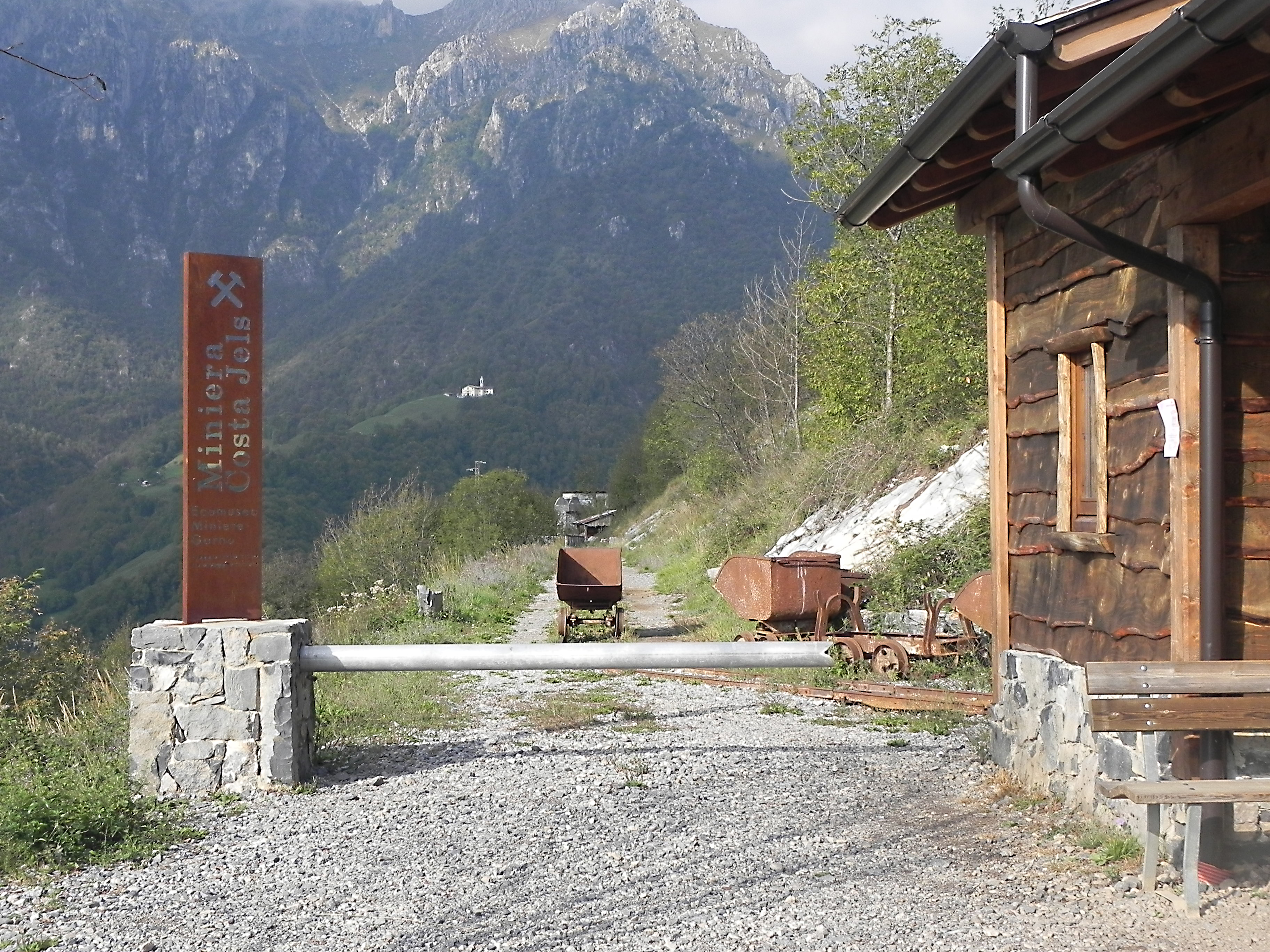
L'ingresso del sito minerario di Costa Jels

A partire dal 2009 la Regione Lombardia ha riconosciuto il territorio di Gorno come parte fondamentale per la memoria della storia della vallata conferendo il riconoscimento di sito ecomuseale, dando vita all'Ecomuseo delle Miniere di Gorno.

Con la nascita dell'Ecomuseo si sono ulteriormente approfondite e salvaguardate quelle che sono le tradizioni e i saperi locali puntando alla loro valorizzazione e divulgazione, ponendo un'ulteriore attenzione a quelle che erano le testimonianze industriali disseminate all'interno del territorio costruite durante l'attività estrattiva mineraria e oggi in disuso.
L'Ecomuseo ha una sua sede, in contrada Villassio, Via della Credenza,8, nel municipio

Al suo interno sono conservate numerose e importanti testimonianze dell'estrazione mineraria del paese, tra cui numerosi attrezzi di lavoro come le centilene, i martelli, i picconi, i setacci, i punti, ecc. (esposti nel corridoio principale), tutto l'archivio minerario (sala uno), una selezione di minerali e pietre della vallata e non (sala tre), la fedele ricostruzione dell'ufficio del direttore delle miniere (sala quattro) e del laboratorio chimico minerario (sala cinque). Inoltre una sala è adibita alle videoproiezioni di cortometraggi (sala due) e all'ingresso è stato ricostruito un angolo con attrezzi e costumi originali della miniera con un minatore e una taissina in abiti tradizionali.
Dislocate in diverse zone del territorio comunale vi sono invece le testimonianze di costruzioni che lentamente vengono restaurate per una miglior testimonianza e usufrutto didattico-turistico.
Tra quelle meglio conservate, e oggi visitabile, è da menzionare il sito minerario in Costa Jels, a nord del paese tra la contrada di Peroli Alti e Peroli Bassi, dove oltre ad essere esposti strumenti originali utilizzati dai minatori (come i carrelli per il trasporto del materiale), con la supervisione delle guide ecomuseali si possono effettuare percorsi interni alla montagna nelle gallerie scavate durante l'estrazione mineraria e oggi in disuso.

#### Laveria

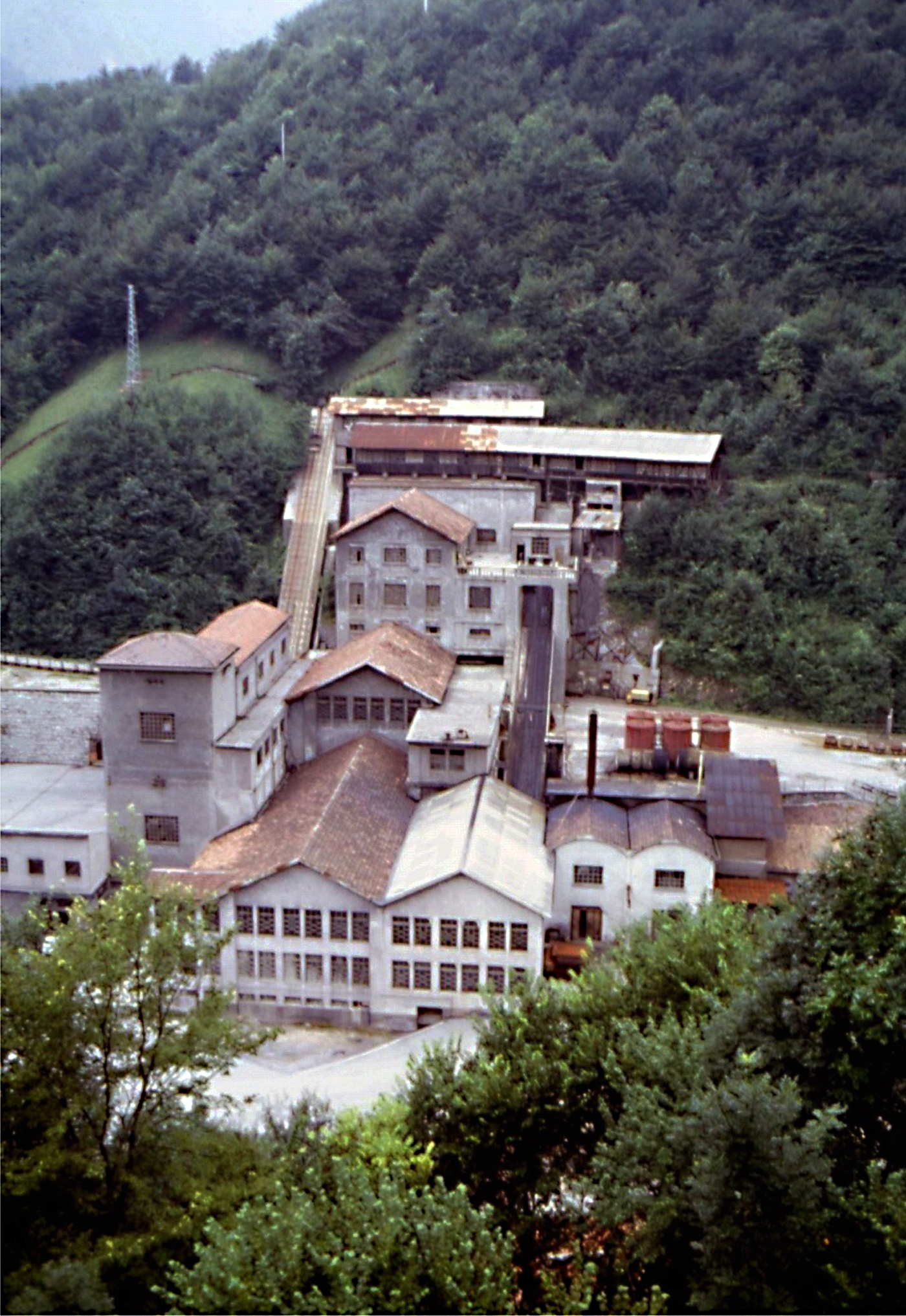
Il complesso della Laveria visto dall'alto in un'immagine recente

Il complesso della Laveria (chiamato anche Laveria n.2), situato nella parte finale ad ovest della contrada Riso, è un complesso industriale che serviva durante il periodo di estrazione mineraria in Gorno e in tutta la Val del Riso per la lavorazione del minerale attraverso i processi di frantumazione, macinatura e flottatura con acqua e acidi per ottenere la separazione del metallo dalla pietra sterile.

Nello specifico, all'internodo di questo complesso industriale avveniva il trattamento gravimetrico del grezzo calaminare blendoso e in parte la lavorazione del misto ricco calaminare proveniente dalla laveria del comune di Oneta.
La lavorazione del materiale estratto in località Laveria è documentato fin dalla fine del XIX secolo, dove si attestava che l'utilizzo di acidi all'interno della lavorazione del materiale causò un forte inquinamento delle acque del torrente Riso, attestata anche dalla verifica sanitaria nel 1894, successivamente drasticamente abbassata con la costruzione di vasche per la depurazione e l'incanalamento delle acque utilizzate per la lavorazione del minerale. La prima edificazione dell'edificio attuale partì nel 1914 da parte della società The English Crown Spelter (che all'epoca gestiva l'estrazione mineraria della vallata), e nel 1917 era già attiva.

Con il subentro della società Vieille Montagne venne ampliata negli anni 1925/1926, ma la struttura vide opere di ampliamento e modernizzazione durante tutto il periodo del suo funzionamento (nel 1928, 1943, 1948, 1953 e 1962).
All'epoca l'orario lavorativo era di 12 ore giornaliere, dalle 6 alle 18, durante la stagione del lavaggio, che diventava ridotto, dalle 7 alle 17, quando il lavaggio era sospeso, con pause di un'ora, tra le 12 e le 13, un'ora e mezza per donne e fanciulli sotto i quindici anni (da ricordare che solo nel 1935 viene in vigore l'età minima al lavoro di 14 anni, alzata a 15 anni nel 1967).
Per capire l'atmosfera all'interno dell'ampio complesso può essere d'aiuto un articolo pubblicato all'interno della Rivista di Bergamo nel 1927, dove si può leggere
Nel 1942 le miniere vengono requisite per passare in gestione a ditte italiane e il complesso della Laveria diventa demanio dello Stato.
Salvo alcuni brevi periodi, la Laveria resta attiva fino alla chiusura delle miniere, avvenuta il 12 gennaio del 1982.
Ad oggi in stato di degrado e abbandono, è tra gli edifici di archeologia industriale presenti all'interno del territorio comunale inseriti nel progetto recupero da parte dell'Ecomuseo delle Miniere di Gorno come testimonianza significativa del lavoro e dell'attività estrattiva all'interno della Val del Riso.

## Società

### Evoluzione demografica
Il comune di Gorno conta 1 636 abitanti (aggiornamento Istat 2011) per una densità di 165,8 abitanti per km².

#### Evoluzione demografica
Abitanti censiti

### Etnie e minoranze straniere
I cittadini stranieri residenti a Gorno al 31 dicembre 2018 erano 80. La nazionalità più rappresentata ere quella marocchina con 23 cittadini residenti.

## Geografia antropica
Secondo lo Statuto, la circoscrizione comunale è costituita da contrade e non da frazioni.
Ecco l'elenco completo delle contrade:
- Villassio (sede comunale)
- Erdeno
- Riso
- Campello
- Cavagnoli
- Calchera
- San Giovanni
- Sant' Antonio
- Peroli Alti
- Peroli Bassi

Le più popolate sono quelle di Villassio, capoluogo del paese e dove risiedono gli edifici più importanti della comunità, come il comune, le scuole, l'oratorio (con l'annesso teatro) e la parrocchia, ed Erdeno. Poi vi sono le contrade di Riso, che si trova nella parte più bassa del paese, San Giovanni, la più antica, sulla piazzetta antistante la chiesa dedicata a S. Giovanni Battista vi sono antiche sepolture; Sant'Antonio che prende il nome dalla rispettiva chiesetta, Cavagnoli, Calchera e infine Peroli, che si trova nella parte più alta del territorio e si suddivide a sua volta tra Peroli Alti e Peroli Bassi. Prima di uscire dal territorio in direzione Oneta, si trova la contrada Campello, la più recente, formatasi nella seconda metà dell'Ottocento quale villaggio minerario dove si trovavano la direzione, gli uffici, i servizi e gli alloggi dei tecnici al servizio dell'importante attività estrattiva.
Altri nuclei abitati, di dimensioni più ridotte, sono Plicosa, nella parte alta del comune, Fondo Ripa, vicina alla contrada di Riso e quella del Santo Crocefisso, che prende il nome dall'omonimo santuario, e che si trova all'imbocco del paese.
Anticamente facevano parte del territorio comunale anche le contrade di Bondo e di Barbata, passate poi al comune di Colzate a seguito di appositi Decreti Governativi: 15 aprile 1818 per quanto riguarda la contrada di Bondo e 6 giugno 1872 per la contrada di Barbata.

## Amministrazione
| Periodo        | Periodo        | Primo cittadino    | Partito                                              | Carica  | Note |
| -------------- | -------------- | ------------------ | ---------------------------------------------------- | ------- | ---- |
| 30 maggio 2006 | 15 maggio 2011 | Giampiero Calegari | lista civica "Rinnovamento"                          | Sindaco |      |
| 16 maggio 2011 | 5 giugno 2016  | Valter Quistini    | lista civica "Indipendenti - Insieme per Gorno" - LN | Sindaco |      |
| 5 giugno 2016  | in carica      | Giampiero Calegari | lista civica Rinnovamento per Gorno                  | Sindaco |      |

### Gemellaggi
- Città di Kalgoorlie-Boulder dal 20 agosto 2003